# マグナ・シュタイア
マグナ・シュタイア（Magna Steyr, 正式名称：マグナ・シュタイア・ファールツォイクテヒニーク、Magna Steyr Fahrzeugtechnik AG & Co KG）は、オーストリアのオーバーヴァルタースドルフに本社を置き、グラーツに主生産工場を持つ自動車製造業者である。

## 解説
カナダの自動車部品メーカー、マグナ・インターナショナルの子会社であり、以前はシュタイア・ダイムラー・プフ社の一部門であった。マグナ・インターナショナルがシュタイア・ダイムラー・プフの株式の多数を取得した3年後の2001年に設立された。
他社からの委託に基づき自動車の開発・組み立てといった技術を提供するプロバイダであり、「マグナ・シュタイア」自体は自動車のブランドとはなっていない。2002年にはダイムラー・クライスラー傘下の「ユーロスター・アウトモビールヴェルク」(Eurostar Automobilwerk) を買収した。グラーツのメイン工場とその他数箇所の生産拠点を有し、年間の生産台数は20万台に及ぶ。この数値は世界中の自動車委託生産会社の中でも最大のものである。
メルセデス・ベンツ向けの四輪駆動システム「4MATIC」を開発し、メルセデス・ベンツ・Eクラス 4MATIC (W210/211) の全数を組み立てている。BMW・X3も開発の大部分を請け負ったほか、生産についても担当している。他にもフィアット・パンダ、フィアット・ブラーボ/ブラーバ4x4、アウディ・TT、プジョー・RCZ、BMW・Z4/トヨタ・GRスープラといった車の開発や製造を行っている。

## 生産車両

### 現行
- メルセデス・ベンツ・Gクラス（1979年 - ）
- BMW・5シリーズ（G30セダン）（2017年 - ）
- ジャガー・Eペイス （2017年 - ）
- ジャガー・Iペイス（2018年 -  ）
- BMW・Z4（2018年 - ）
- トヨタ・GR スープラ（2019年 - ）
- Wモーターズ・フェニア スーパースポーツ（2019年 - ）

現行の生産車
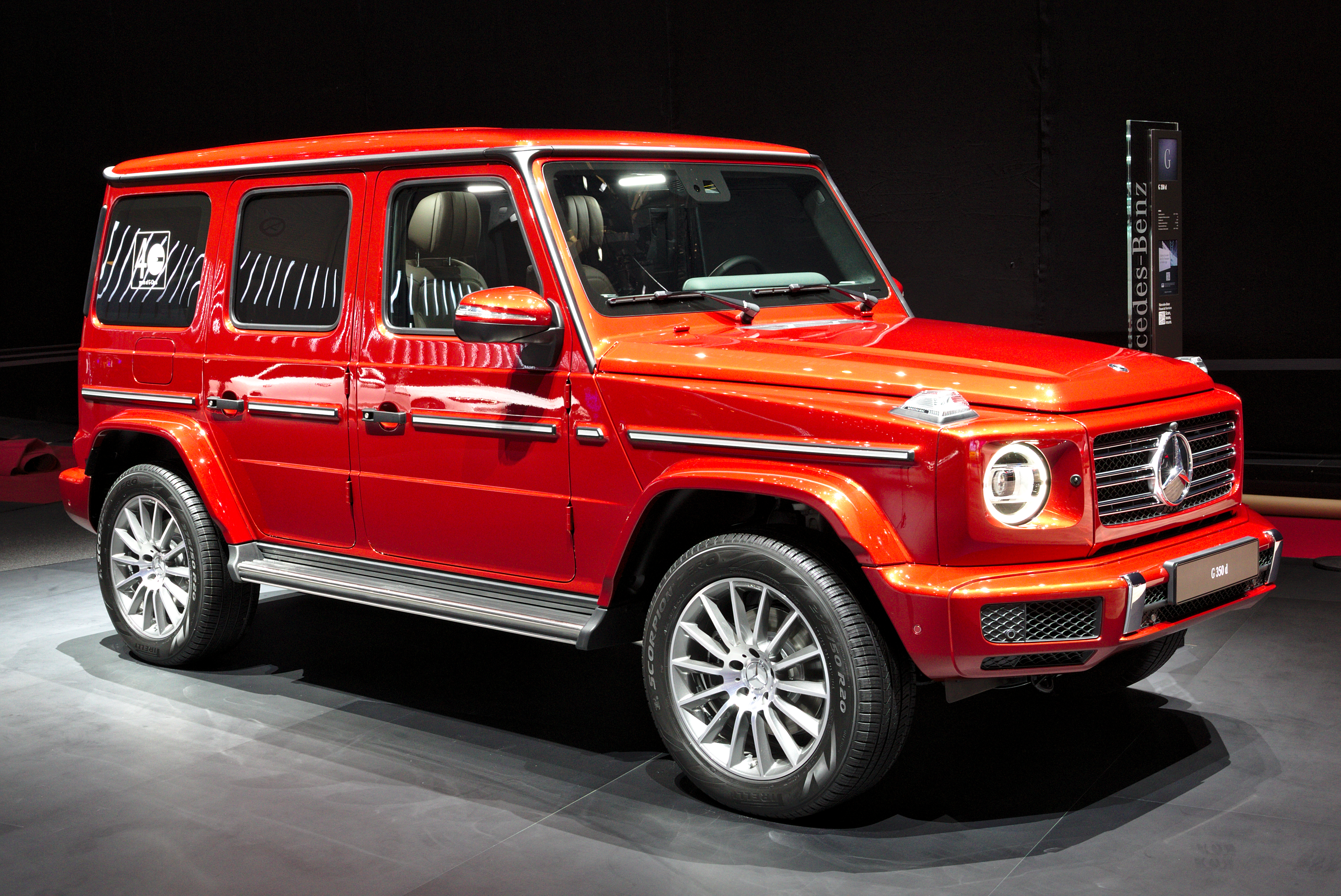
メルセデス・ベンツ・Gクラス (W463)
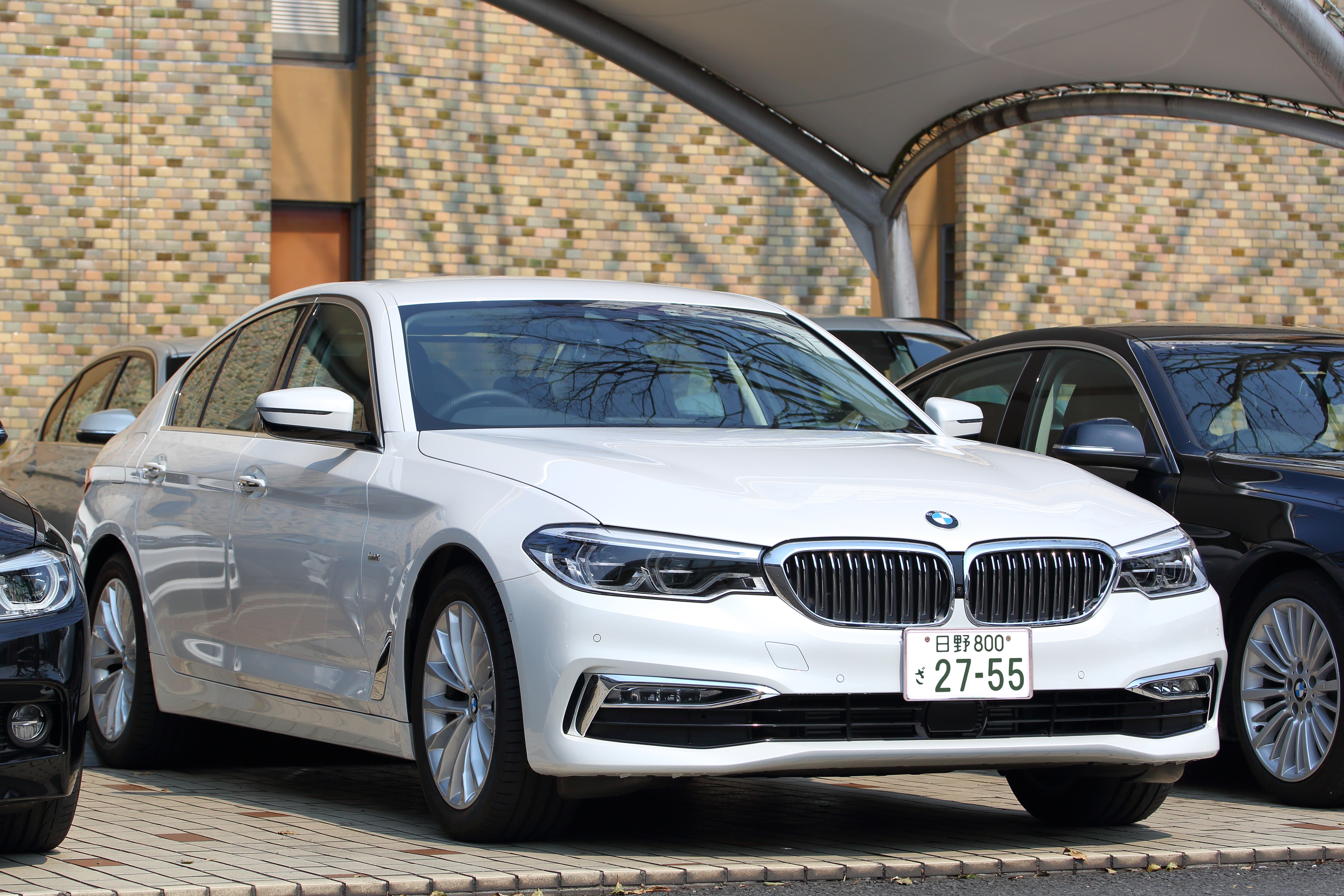
BMW・5シリーズ (G30)
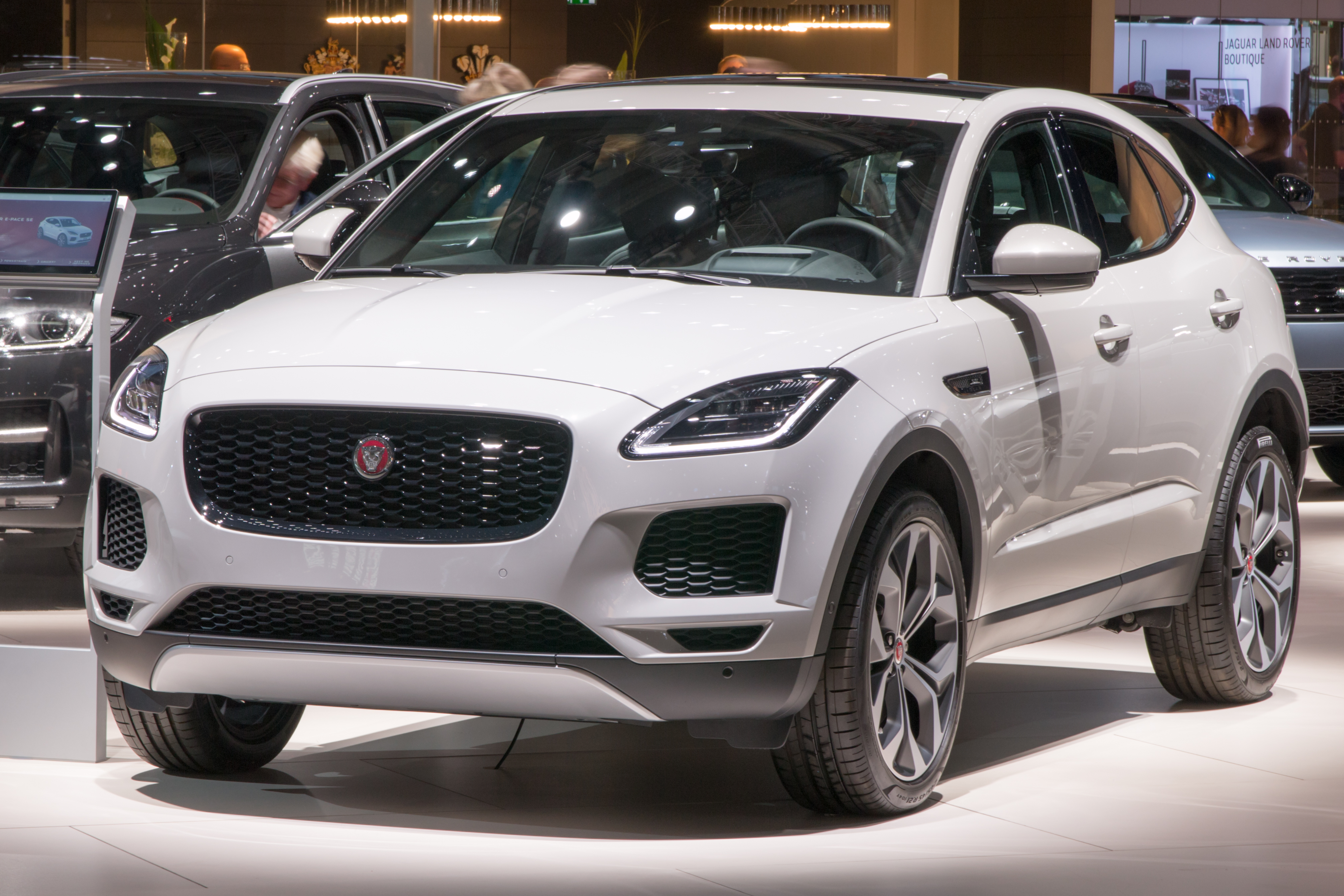
ジャガー・Eペイス
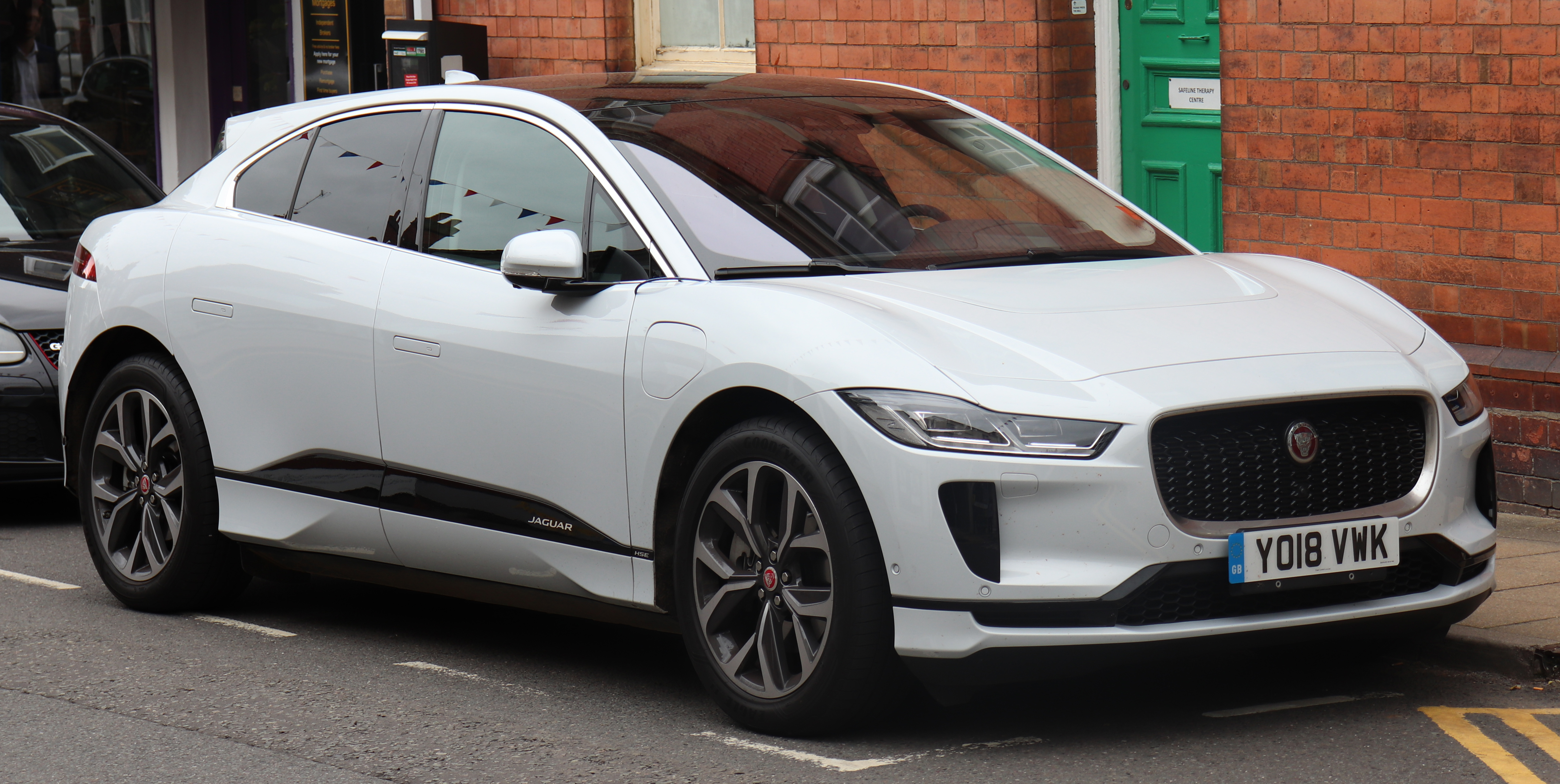
ジャガー・Iペイス
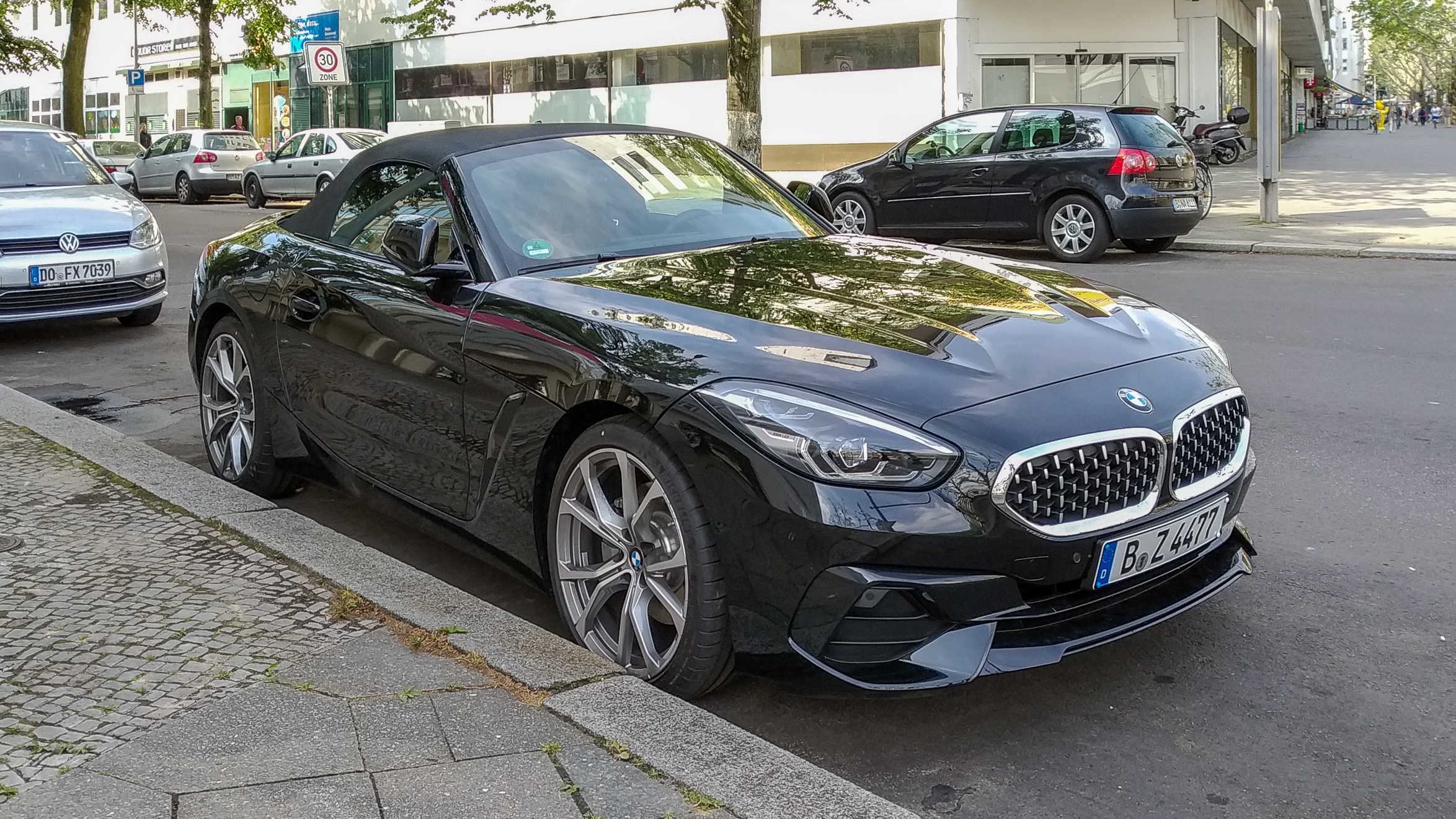
BMW・Z4 (G29)
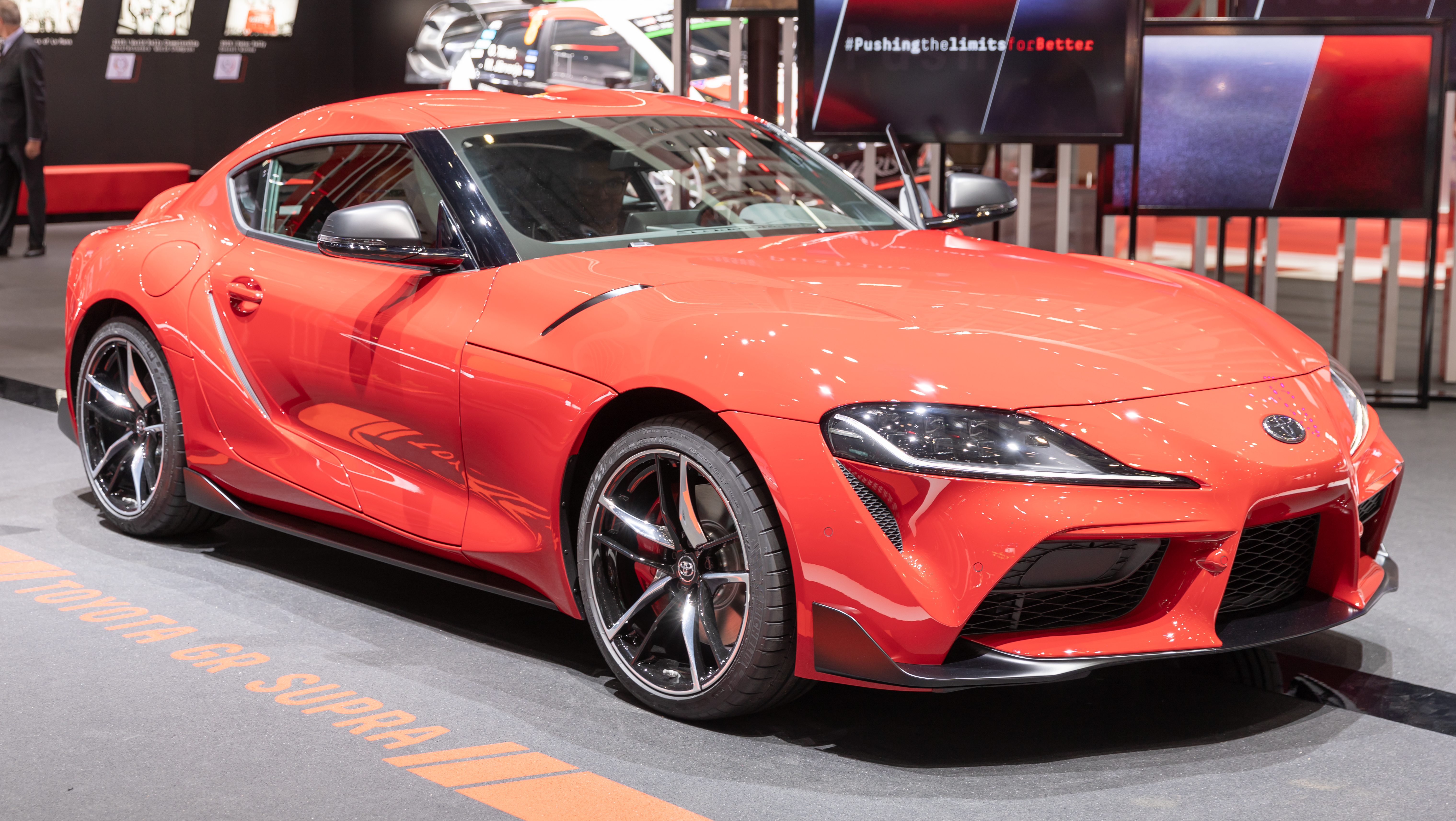
トヨタ・スープラ (DB)
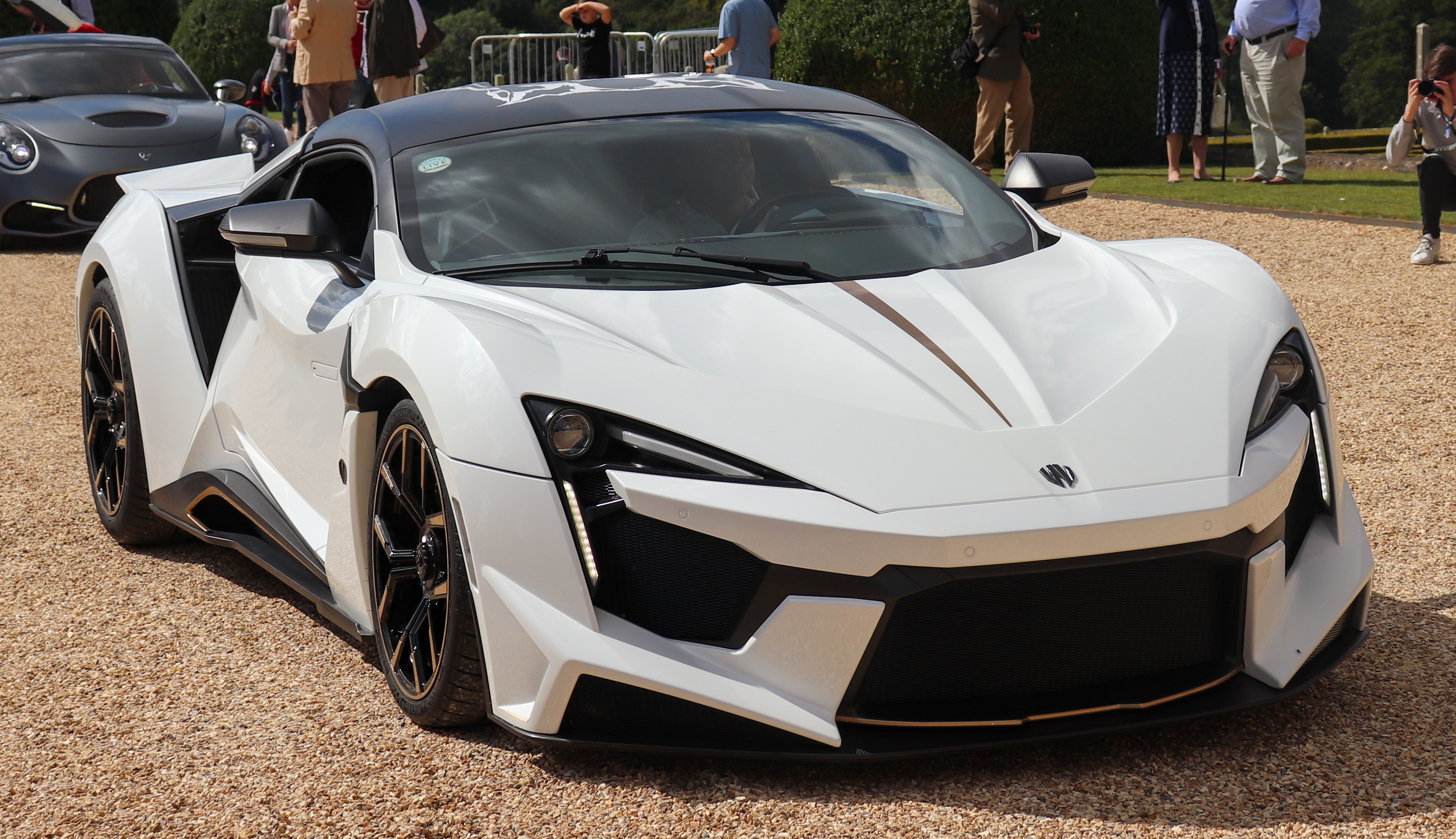
Wモーターズ・ファニア・スーパースポーツ

### 過去
- フィアット・1100（1948年 - 1957年）[3]
- フィアット・500「トッポリーノ」（1952年 - 1956年）
- フィアット・1400（英語版）、シュタイア・2000と2300としても[4]（1953年 - 1958年）
- フィアット・600（1956年）
- ビッター・SC（1980年 - ）
- アウディ・V8（1988年 - 1993年）
- フォルクスワーゲン・ゴルフ カントリー（1990年 - 1991年）
- フォルクスワーゲン・トランスポルター シンクロ（1984年 - 1992年）
- クライスラー・ボイジャー （2007年）
- ジープ・グランドチェロキー（1994年 - 2010年）
- メルセデス・ベンツ・Mクラス W163（1999年 - 2002年）
- メルセデス・ベンツ・Eクラス 4MATIC（1996年 - 2007年）
- ジープ・コマンダー（2006年 - 2010年）
- クライスラー・300（2005年 - 2010年）
- BMW・X3（2003年 - 2010年）
- サーブ・9-3 カブリオ（2003年 - 2009年）
- プジョー・RCZ[5]（2009年 - 2015年）
- アストンマーティン・ラピード（Super Speedster Plus Edition のみ）（2010年 - 2012年）
- ミニ カントリーマン（Mini Countryman、5ドア・クロスオーバーSUV、およびクロスカントリーカー仕様のAll4 Racing) [6]（2010年 - 2016年）
- ミニ ペースマン（en:Mini Paceman、3ドア・クロスオーバーSUV）（2012年 - 2016年）
- ソニー・ビジョンS プロトタイプ（2020年）

以前の生産車
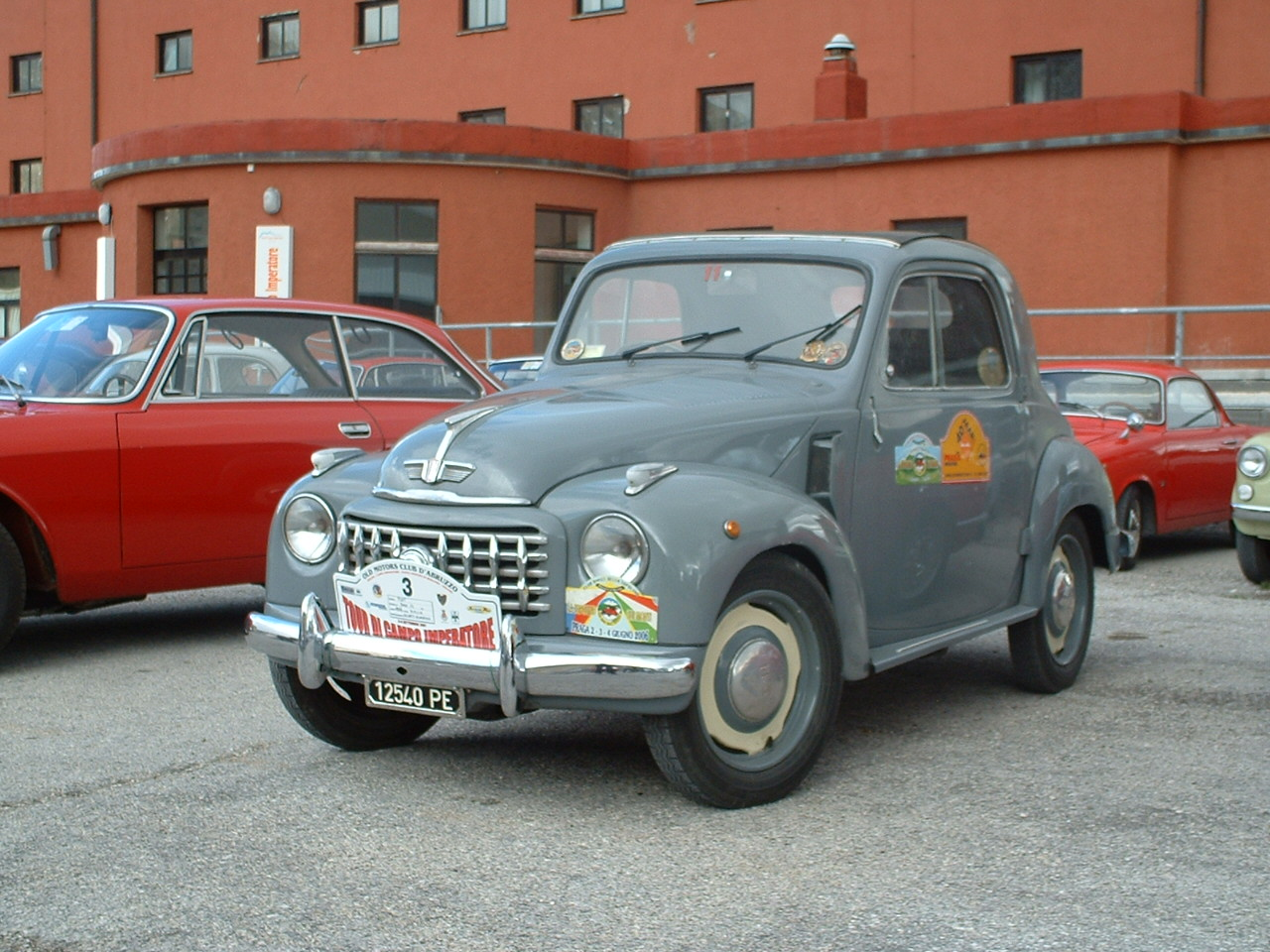
フィアット・500
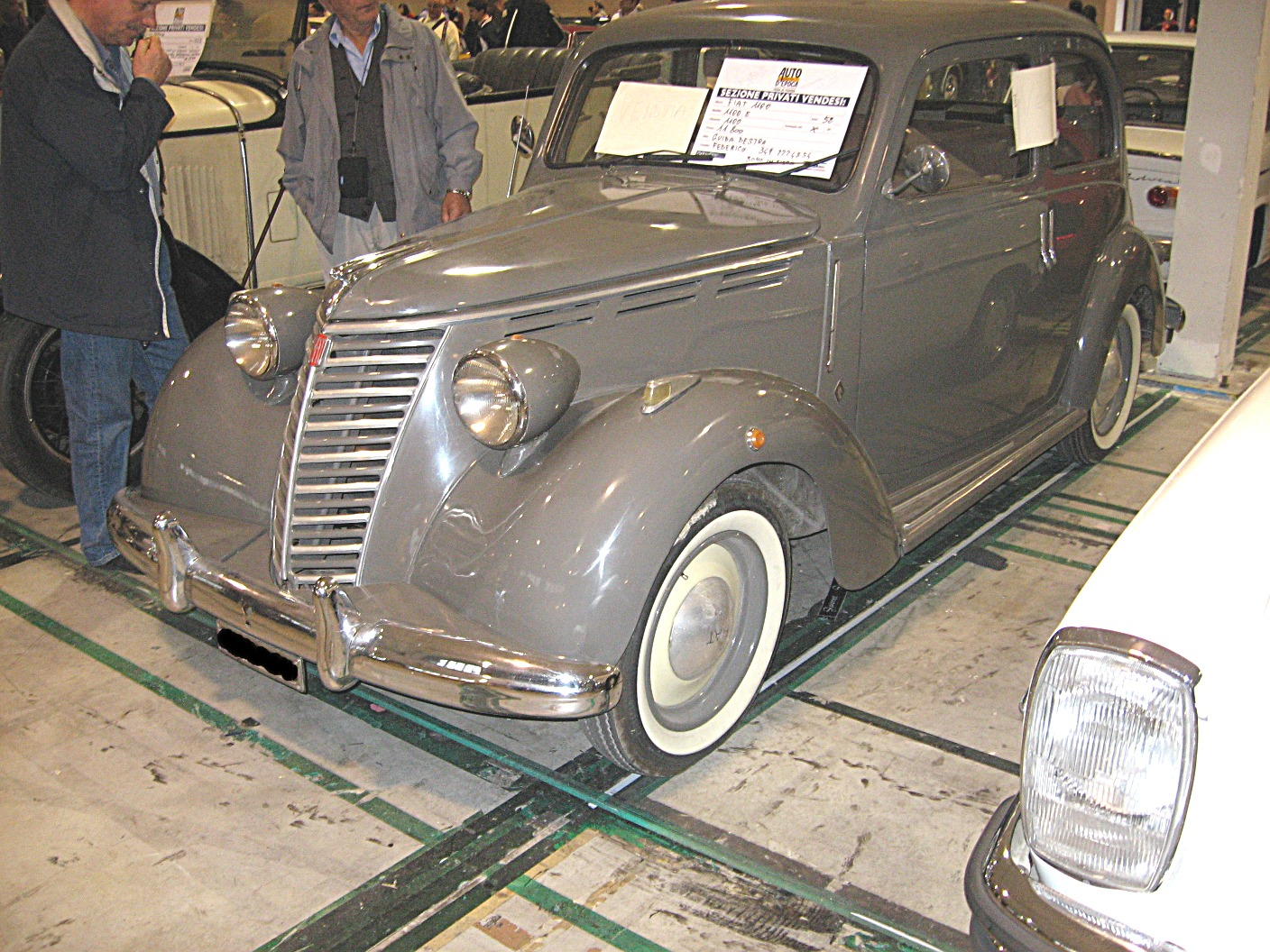
フィアット・1100
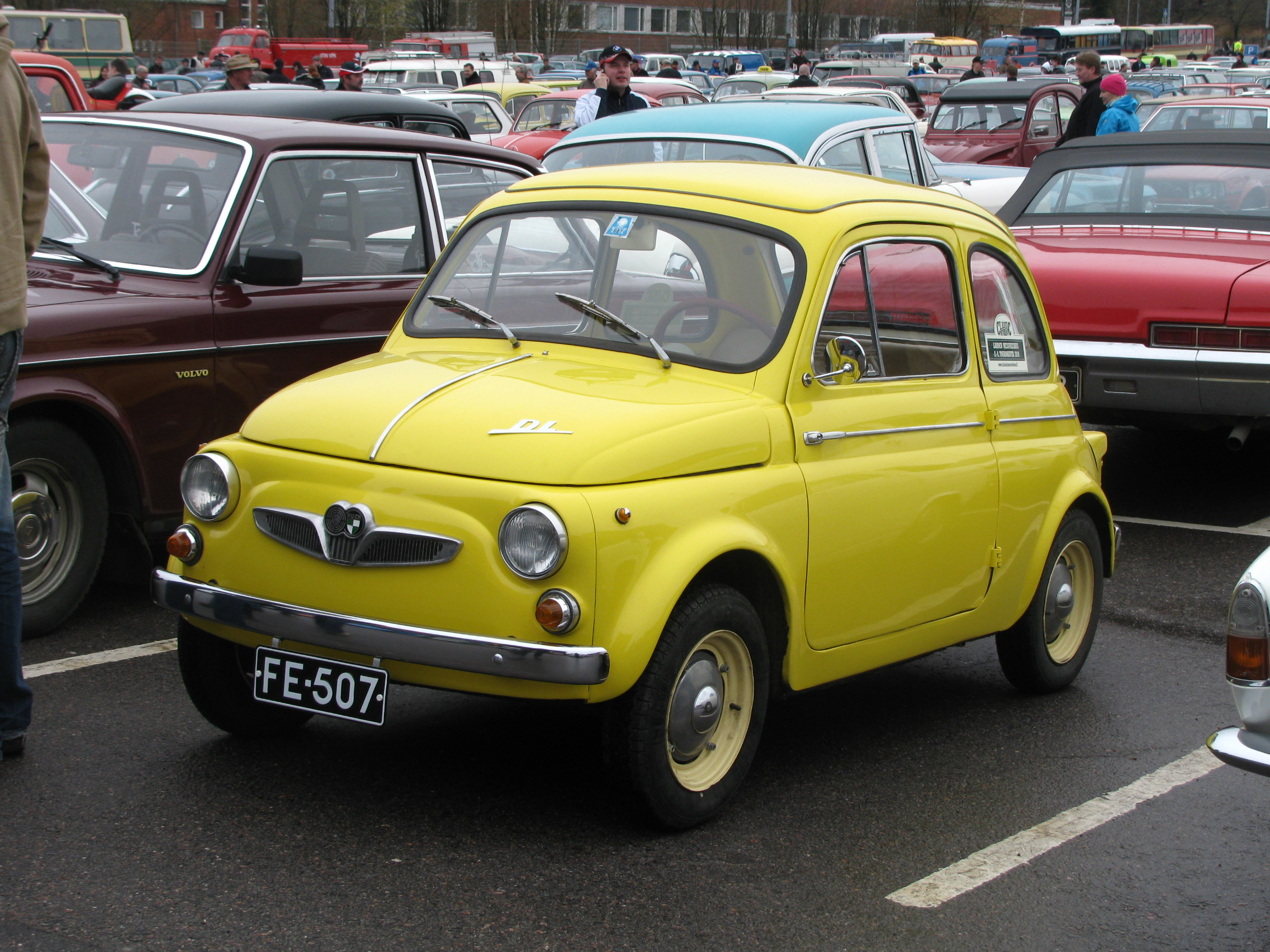
プフ・500
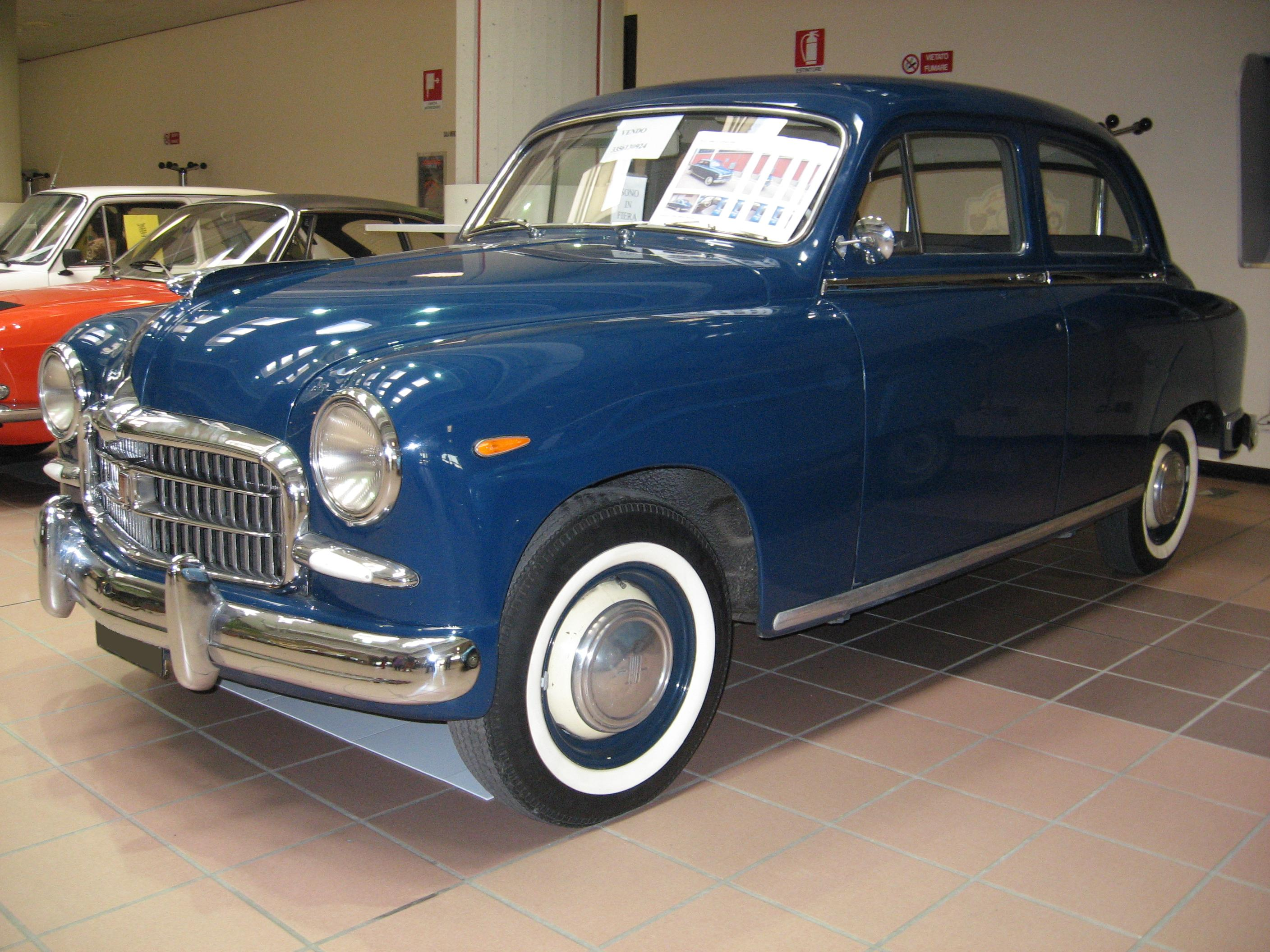
フィアット・1400
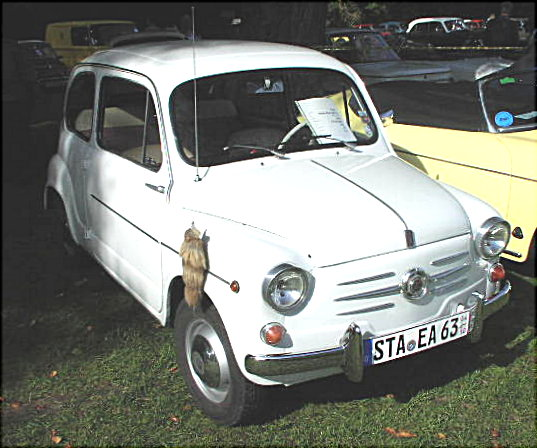
シュタイア＝フィアット・600

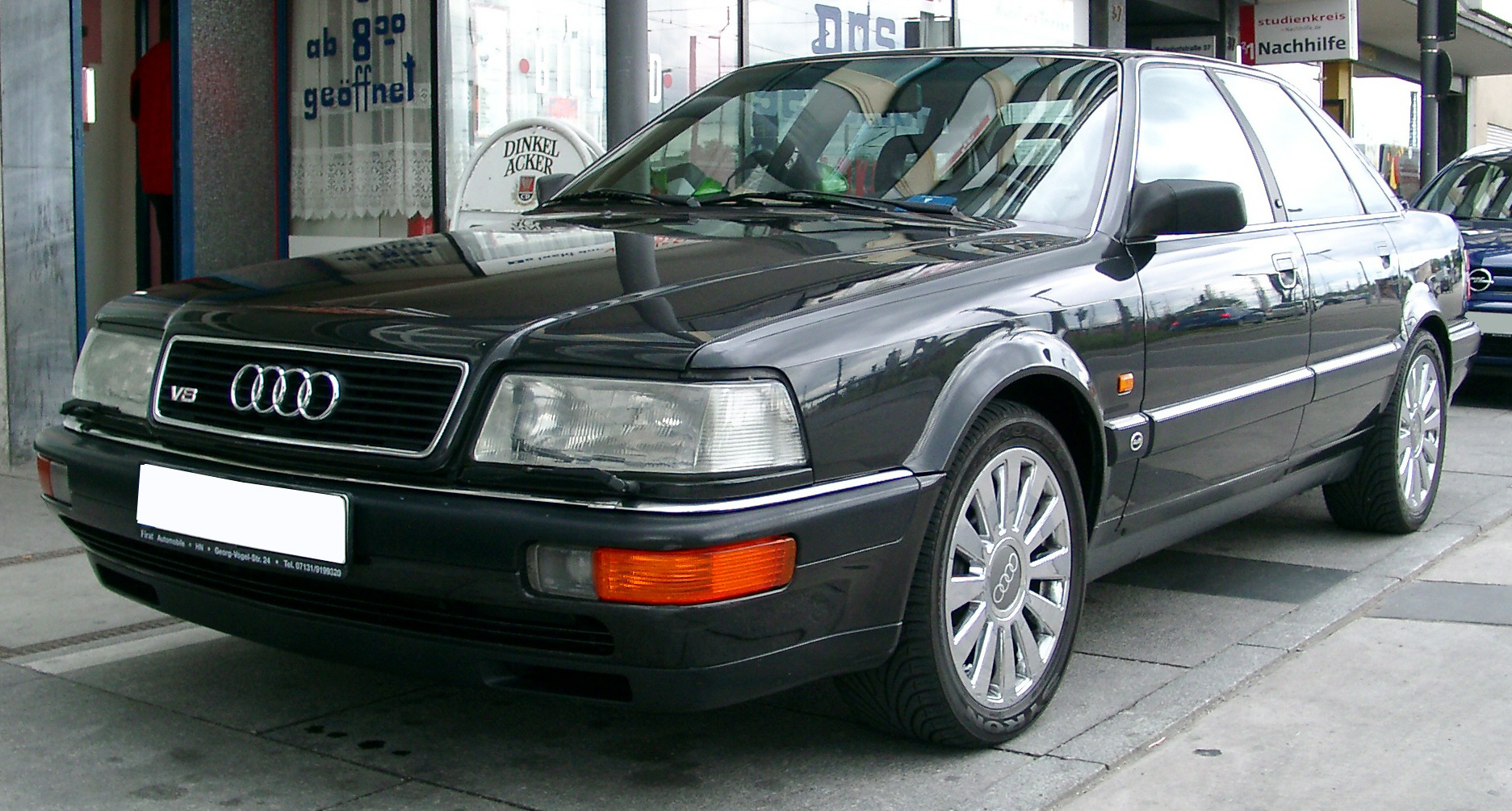
アウディ・V8（1988年 - 1993年）
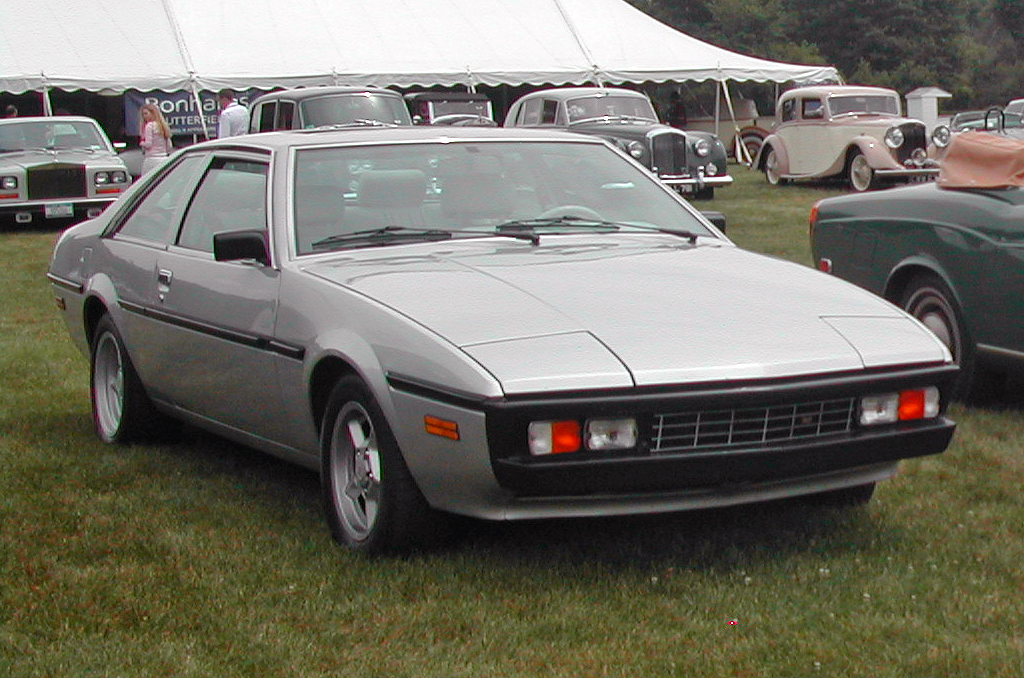
ビッター・SC（1980年 - ）
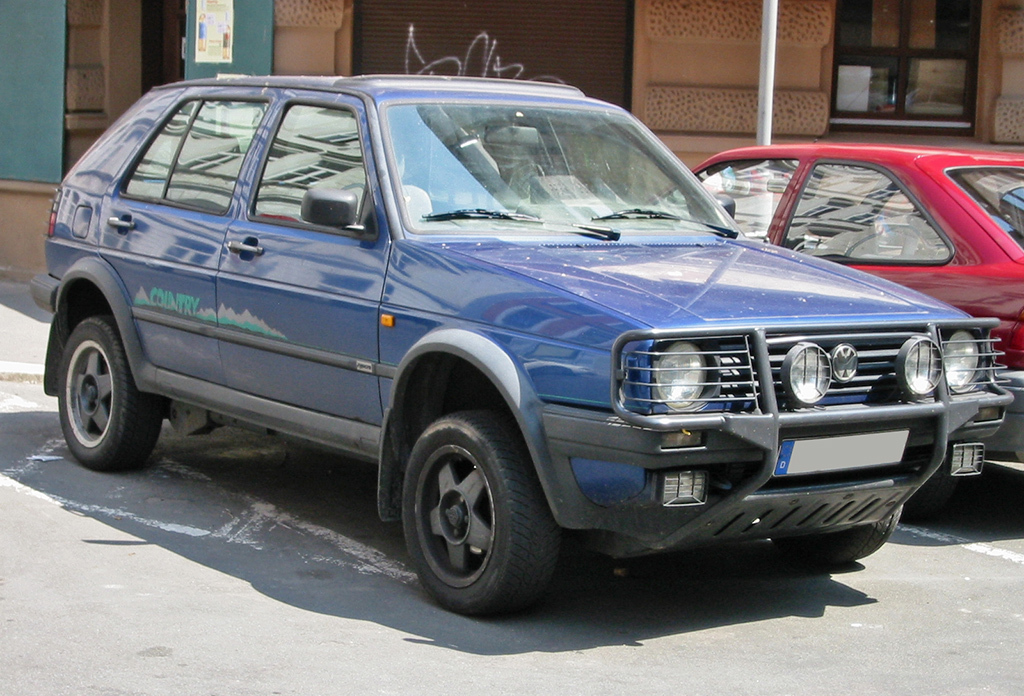
フォルクスワーゲン・ゴルフ カントリー（1990年 - 1991年）
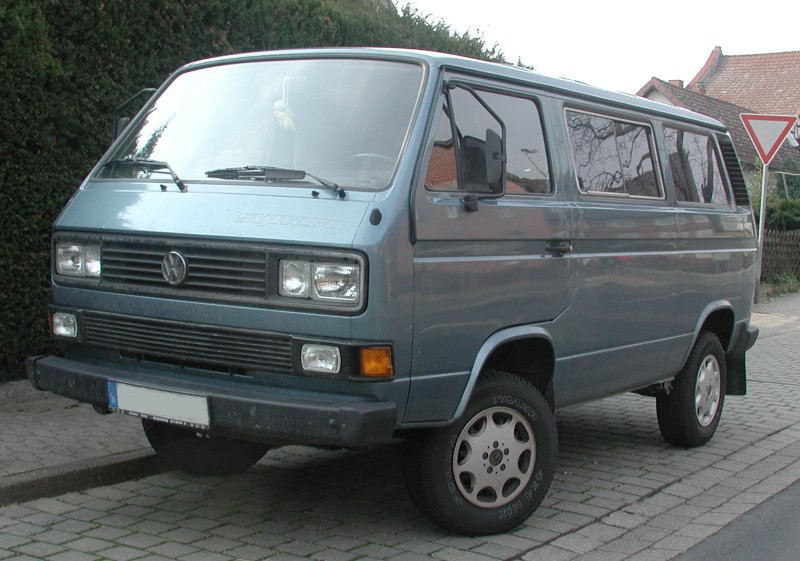
フォルクスワーゲン・トランスポルター シンクロ（1984年 - 1992年）
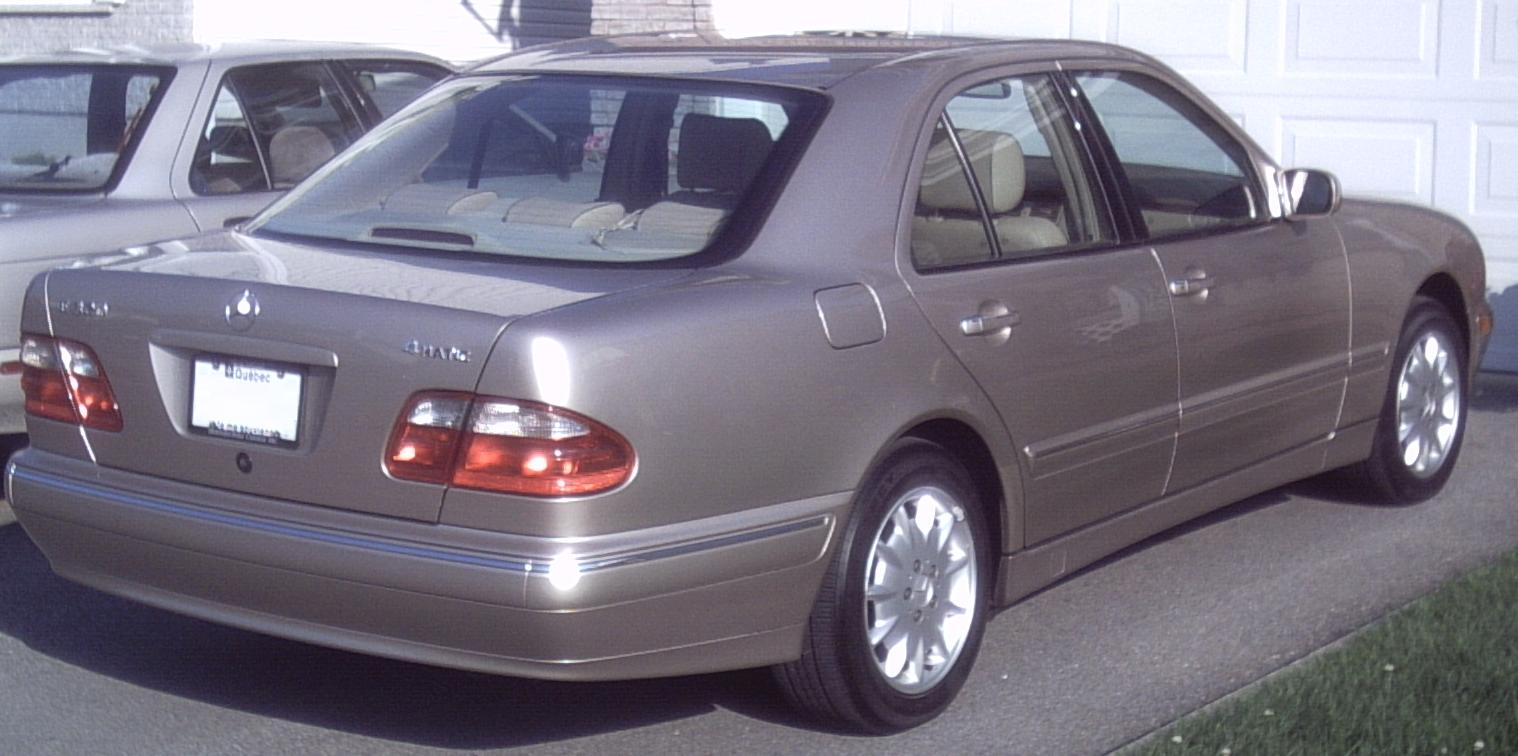
メルセデス・ベンツ・Eクラス4Matic（1996年 - 2002年）
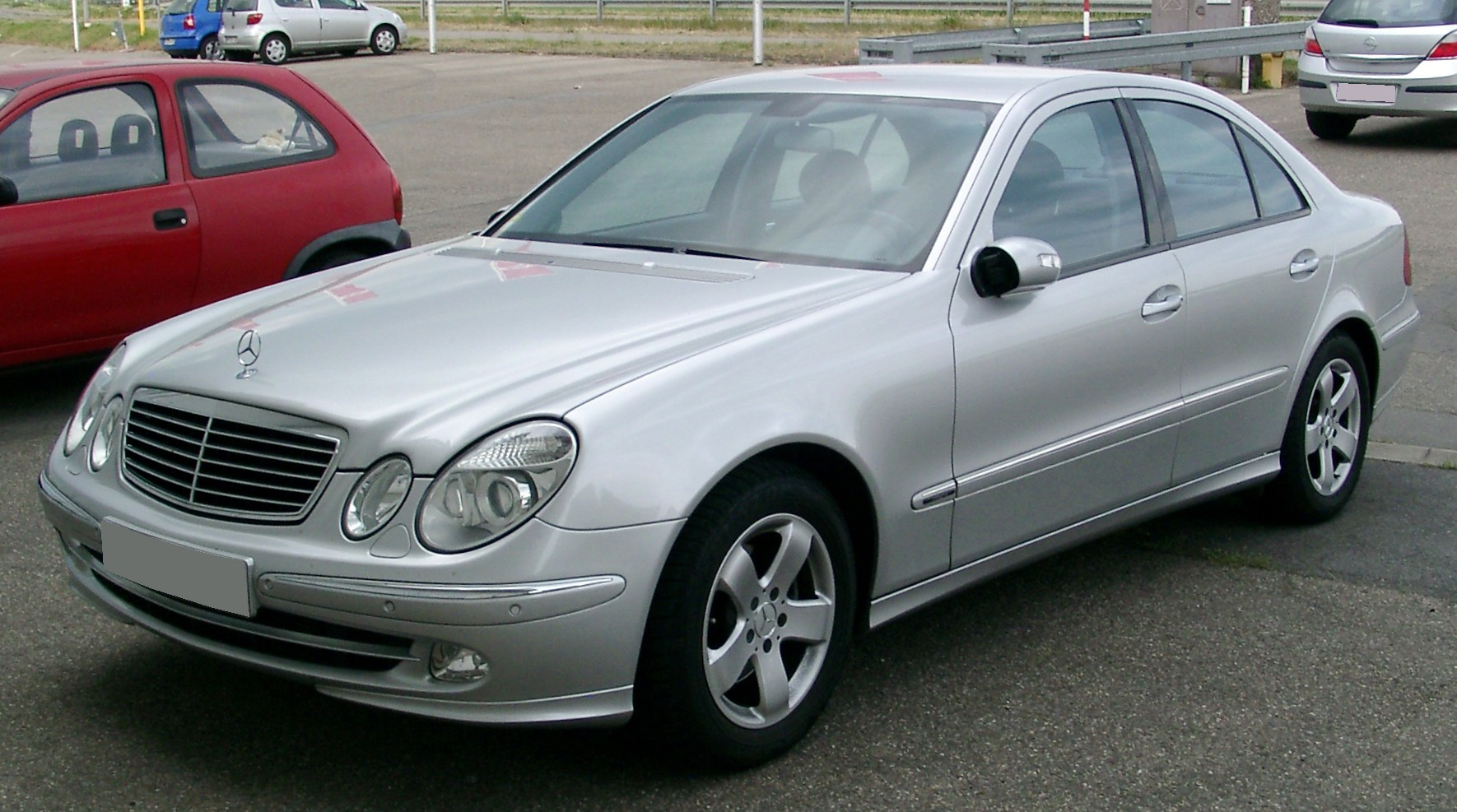
メルセデス・ベンツ・Eクラス 4Matic（2002年 - 2007年）
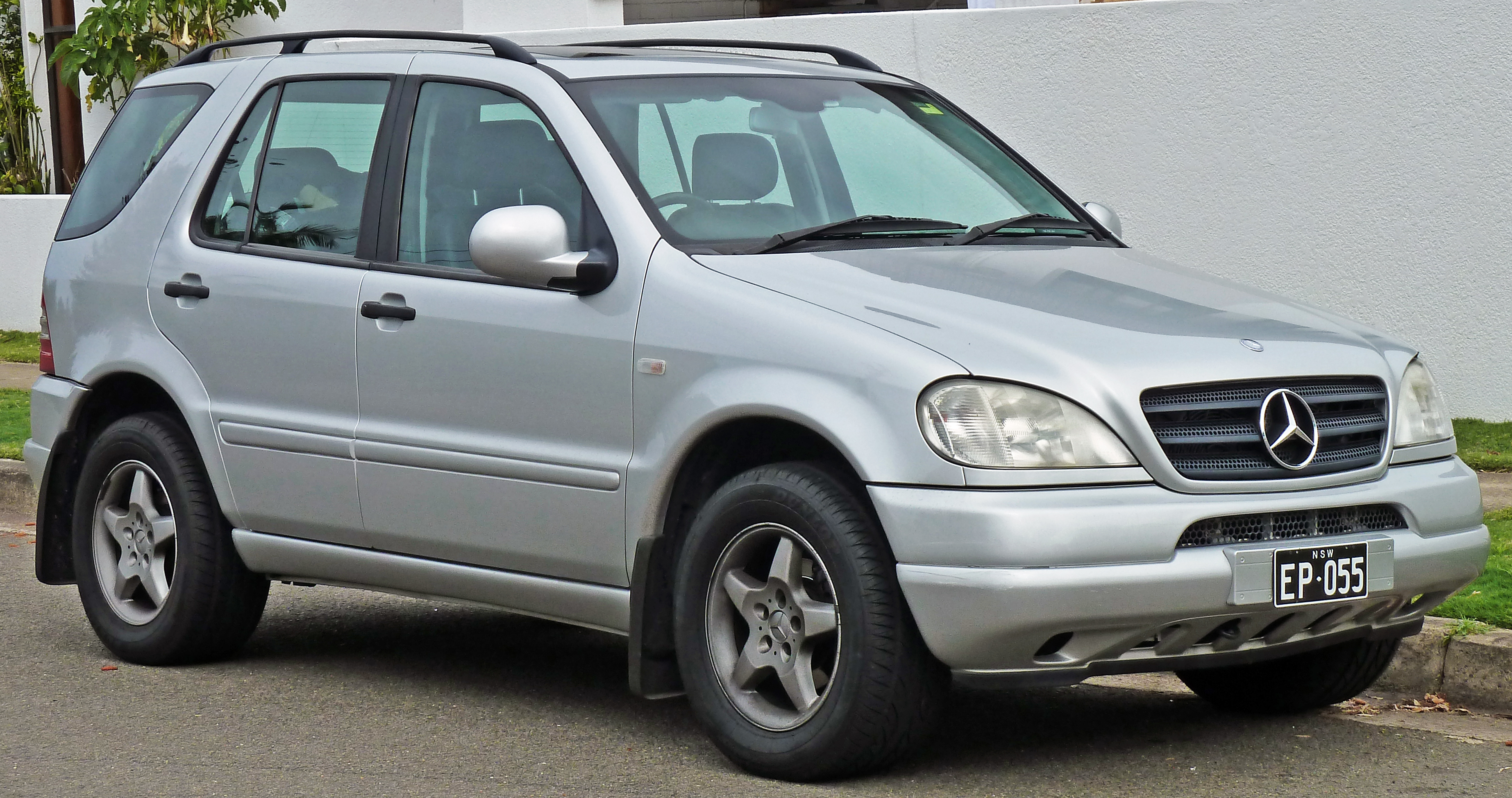
メルセデス・ベンツ・Mクラス W163（1999年 - 2002年）
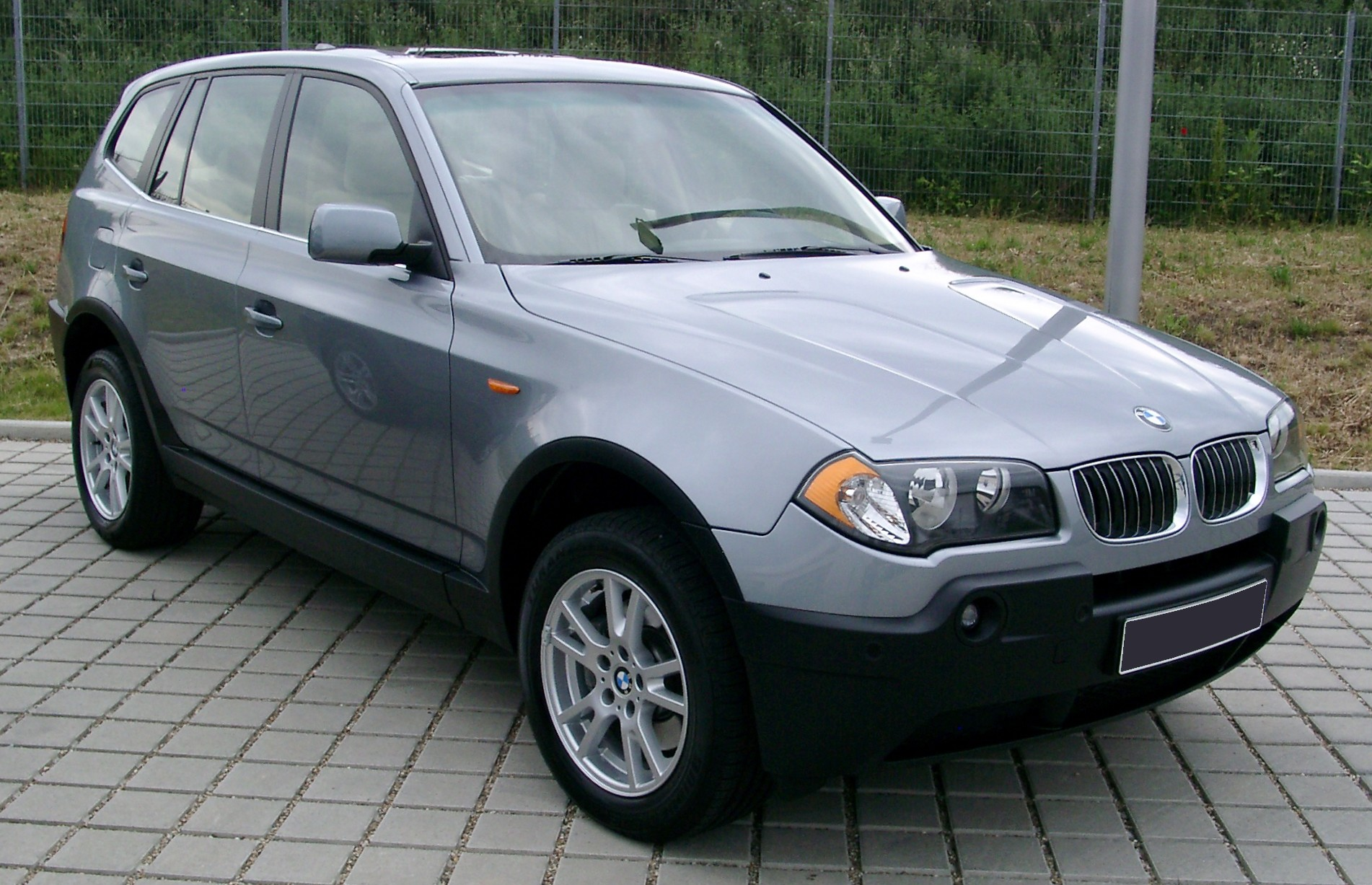
BMW・X3（2003年 - 2010年）
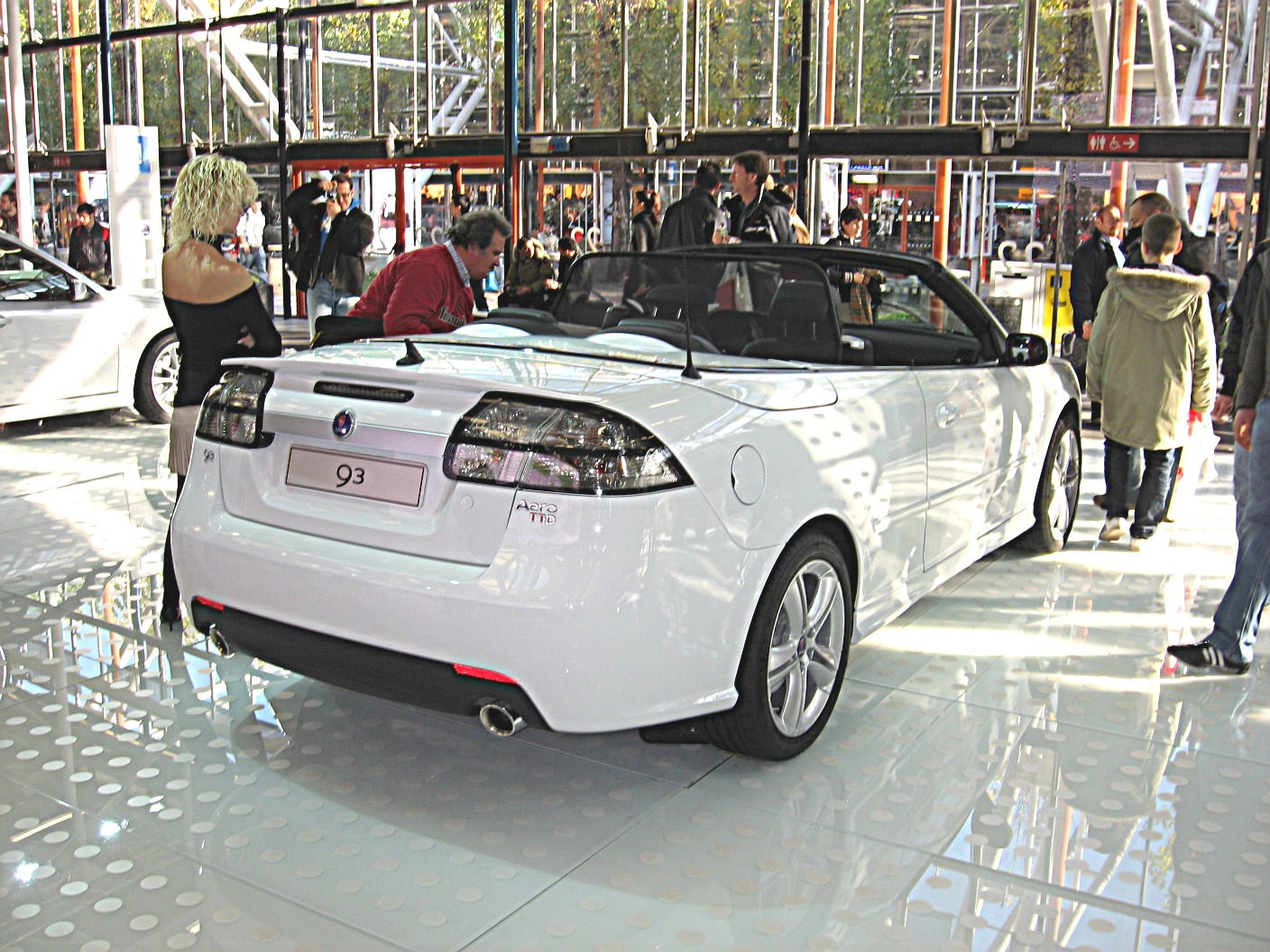
サーブ・9-3カブリオ（2003年 - 2009年）
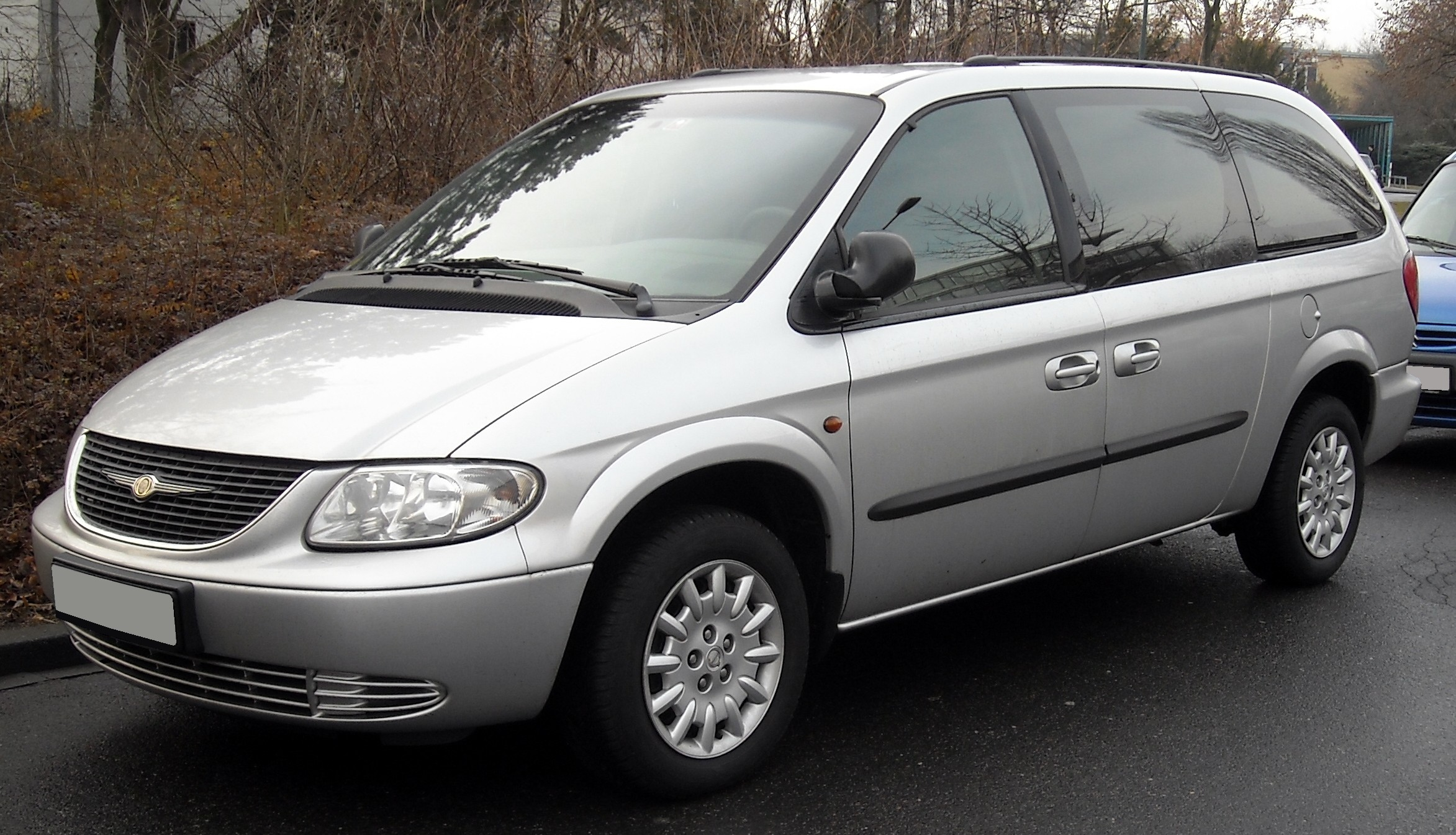
クライスラー・ボイジャー（2007年7月 - 2007年12月）
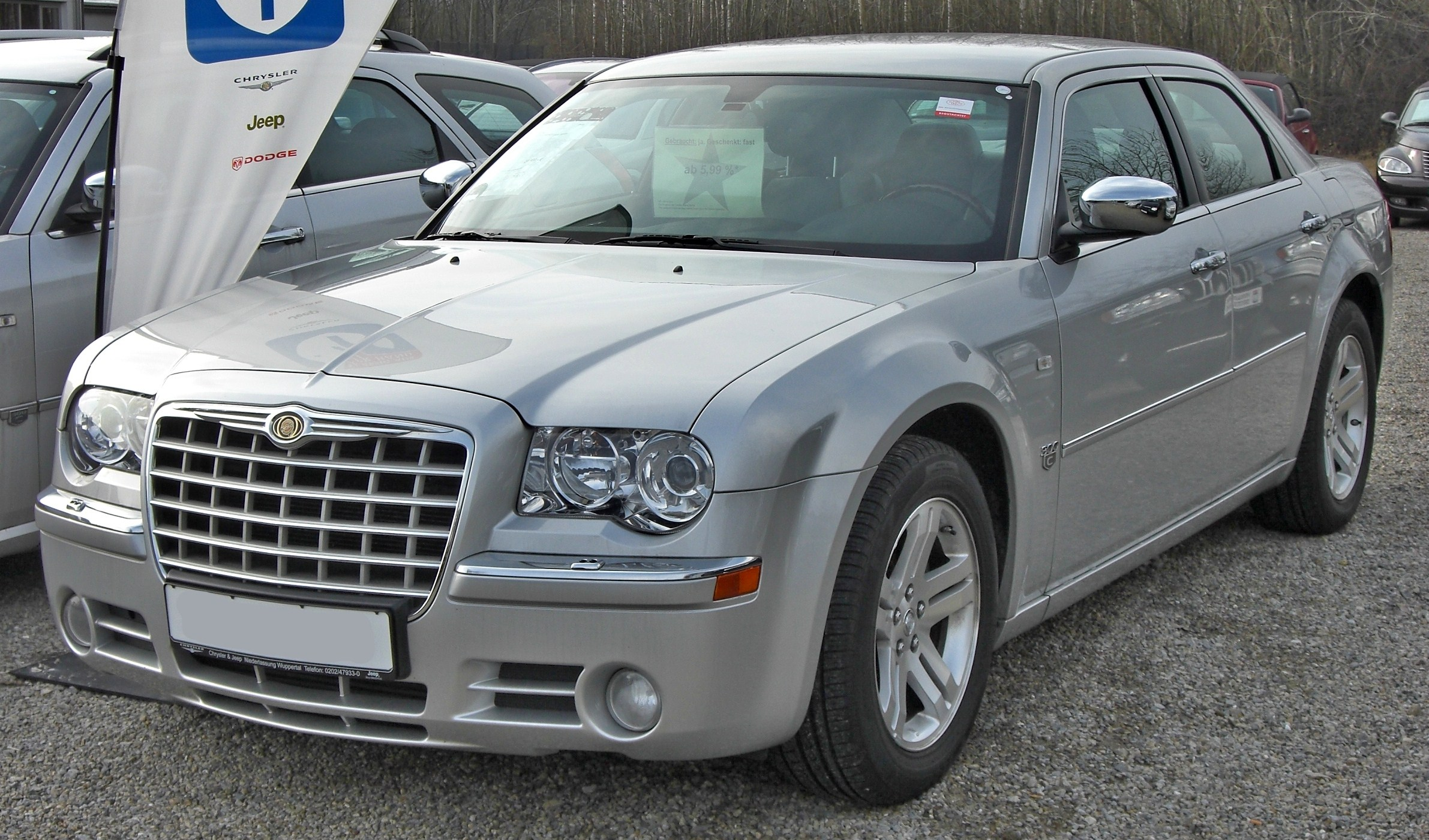
クライスラー・300（2005年 - 2010年）
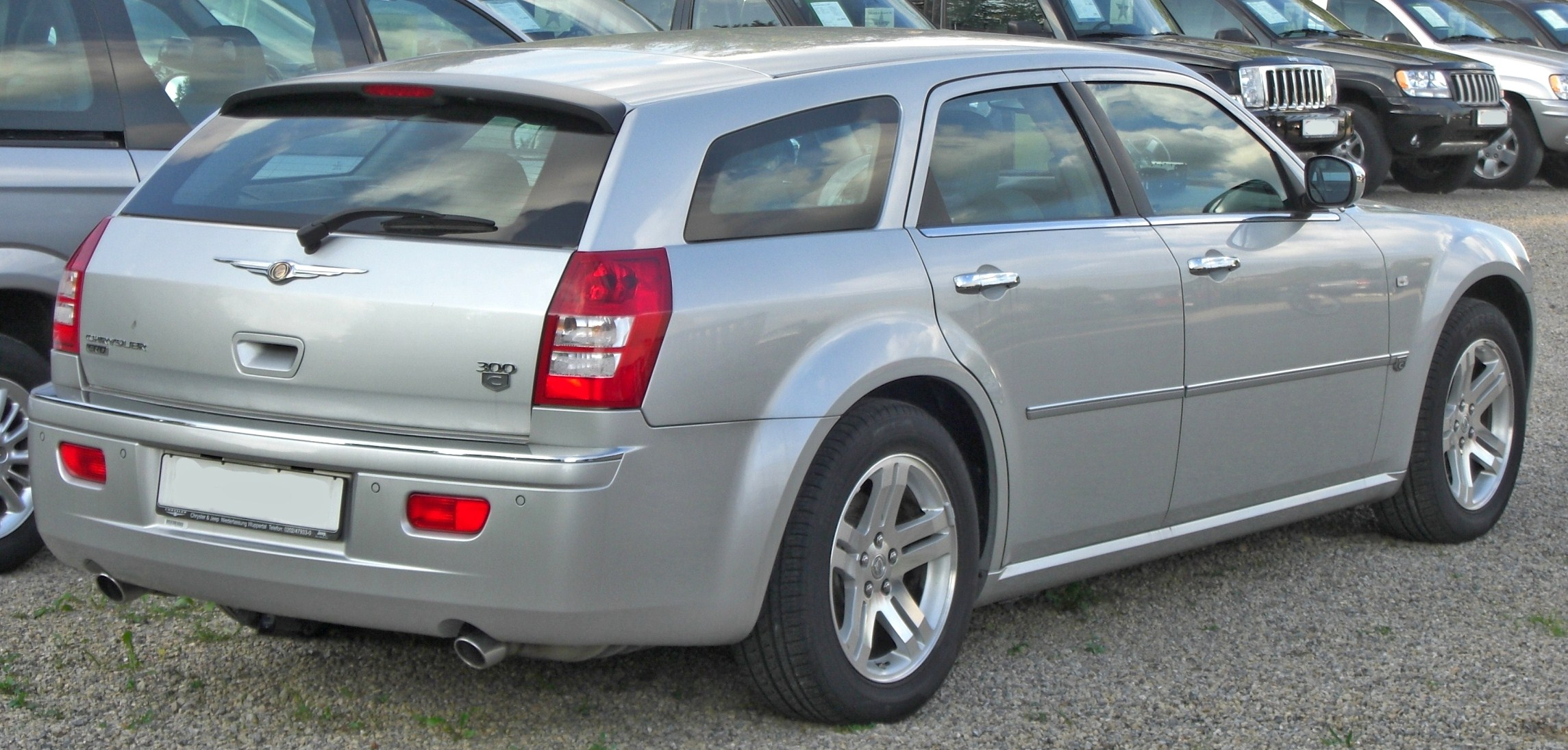
クライスラー・300 ツーリング（2005年 - 2010年）
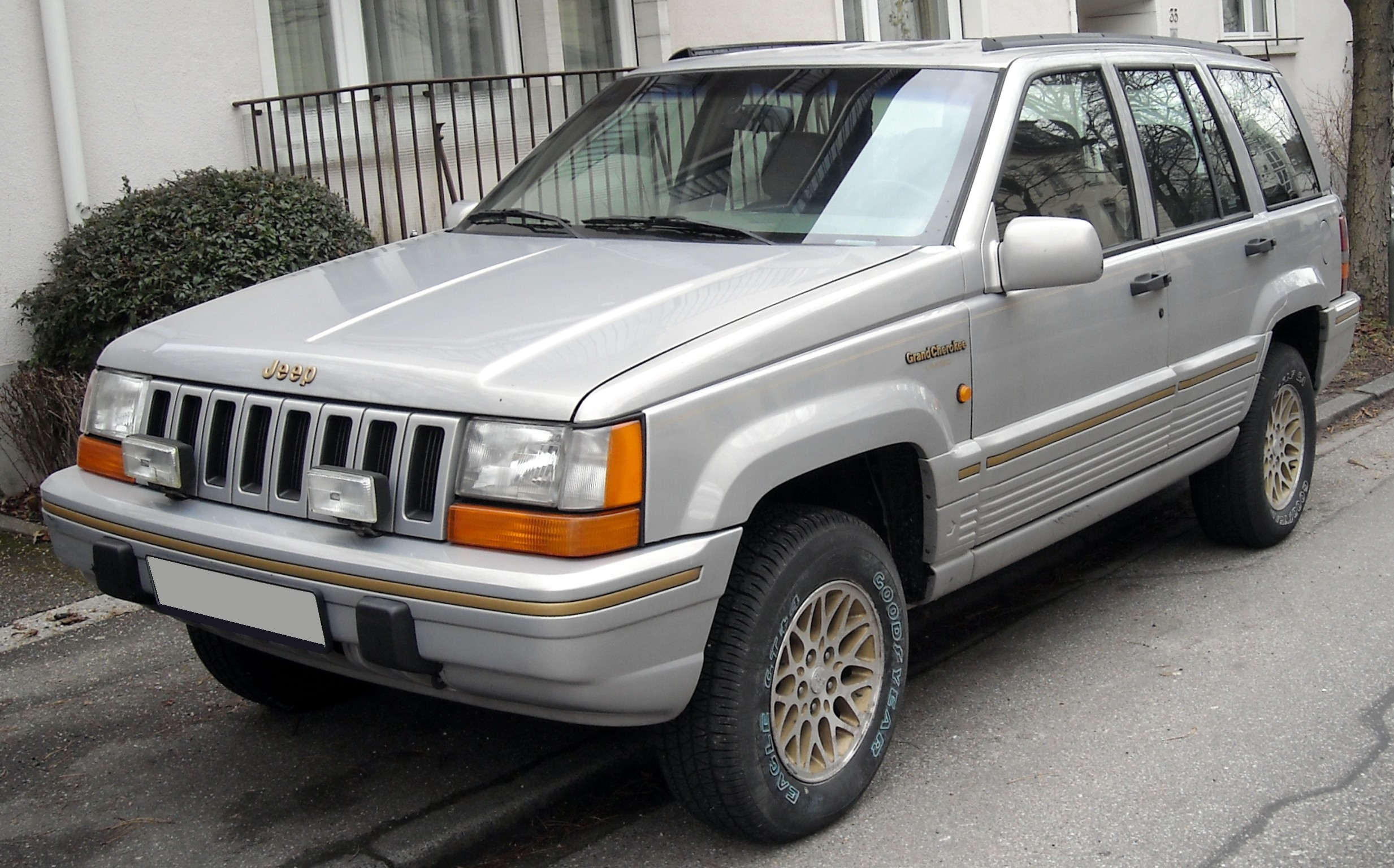
ジープ・グランドチェロキー（1994年 - 1998年）
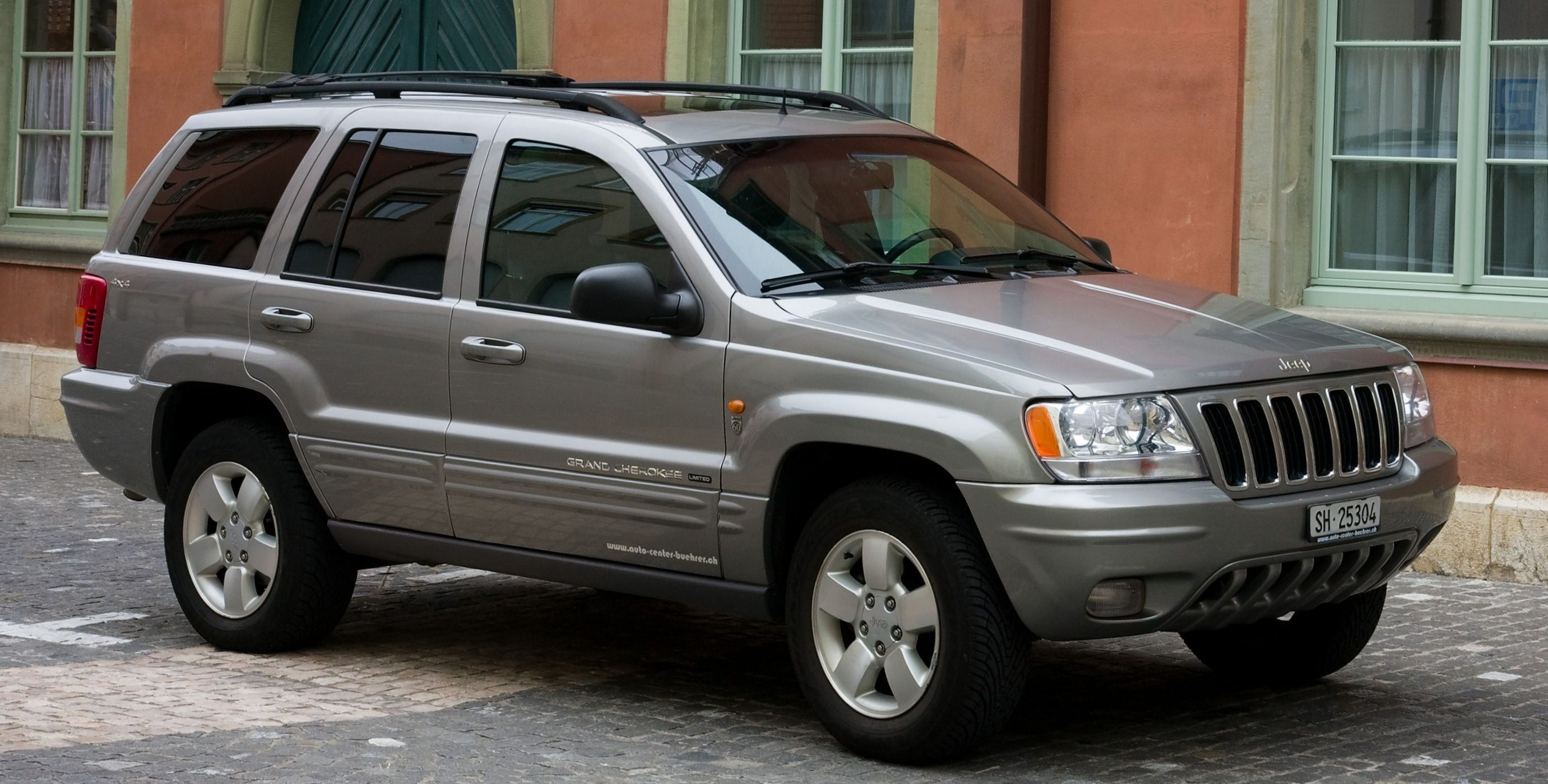
ジープ・グランドチェロキー（1999年 - 2004年）
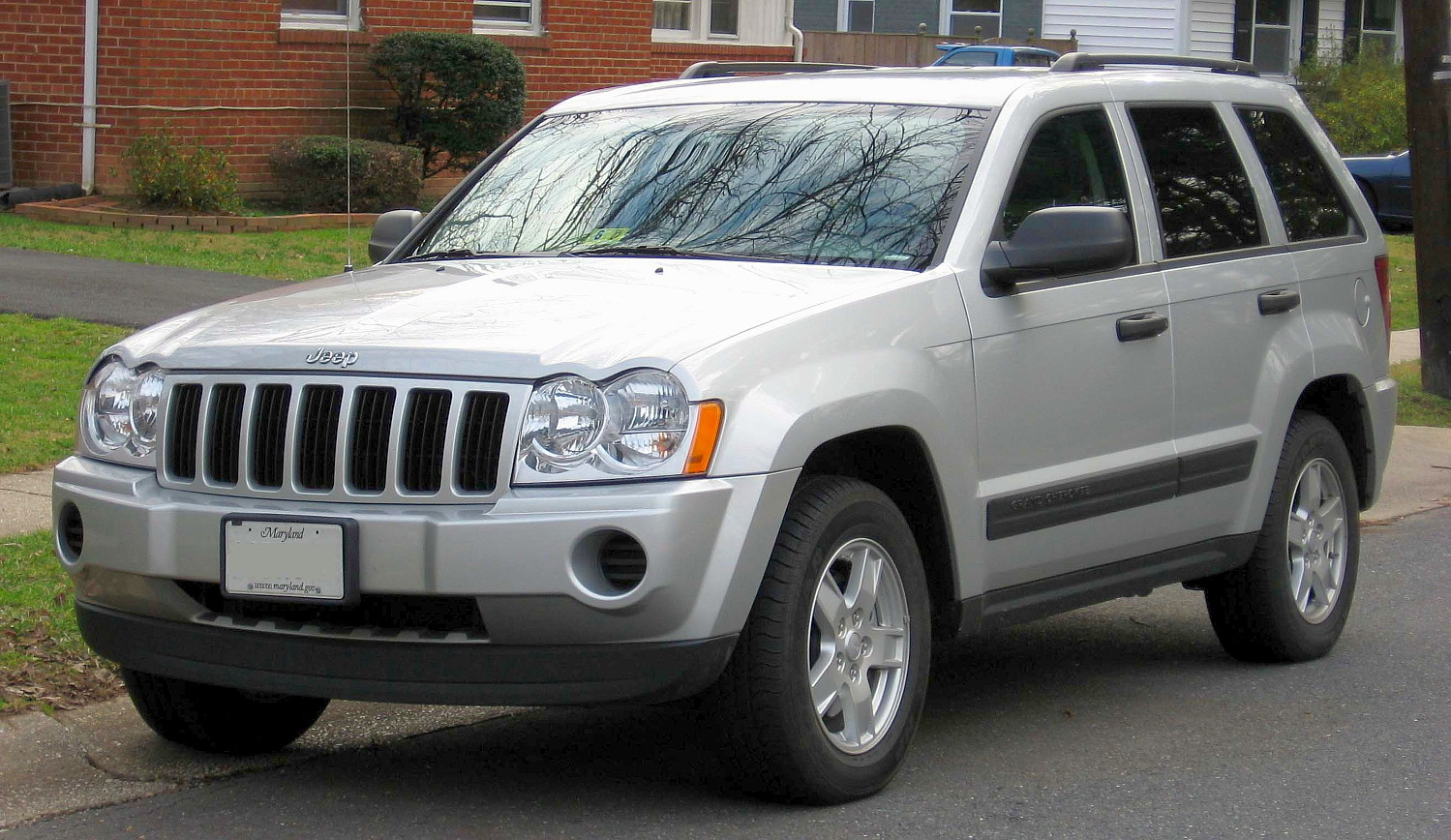
ジープ・グランドチェロキー（2004年 - 2010年）
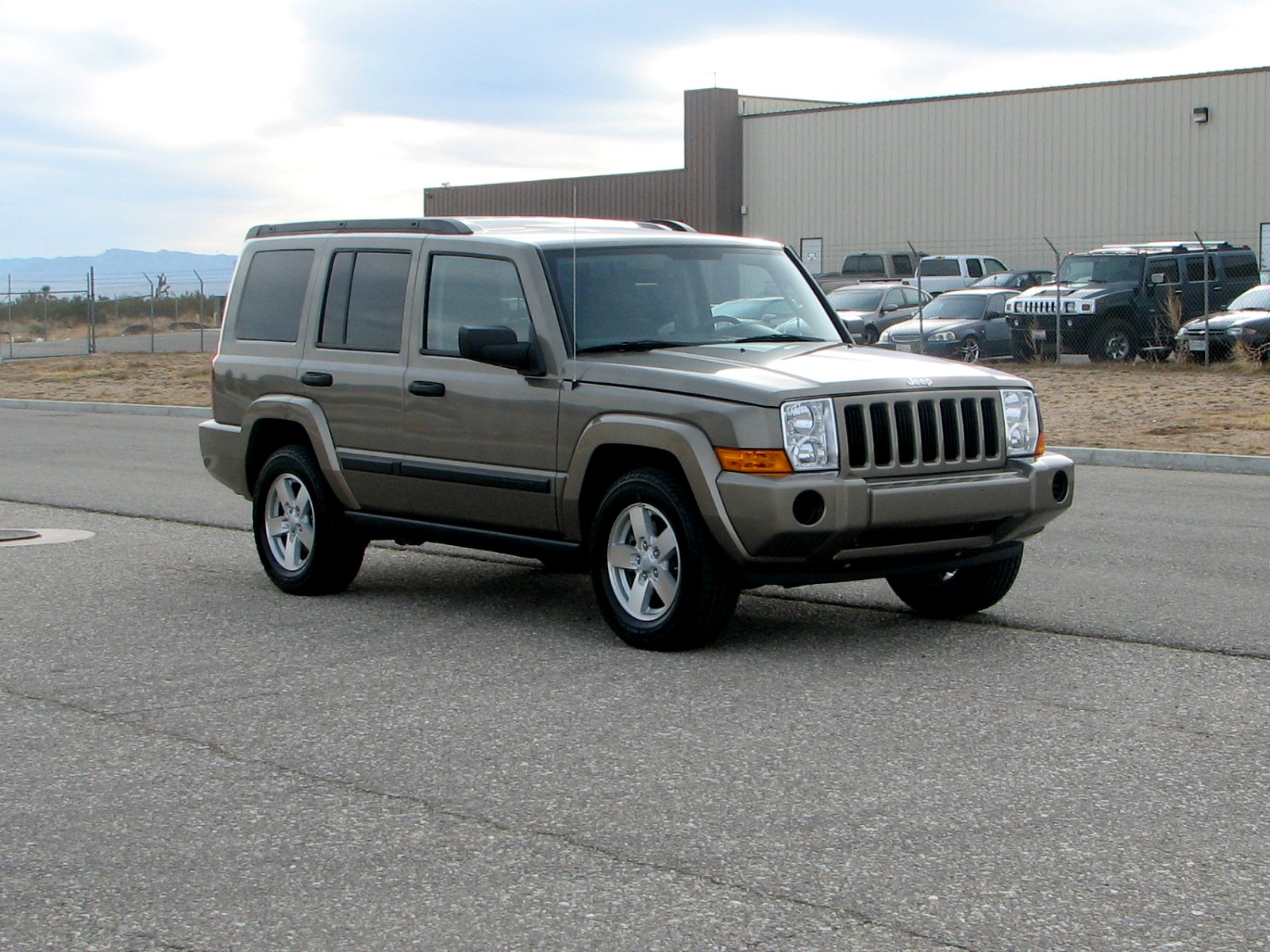
ジープ・コマンダー（2006年 - 2010年）
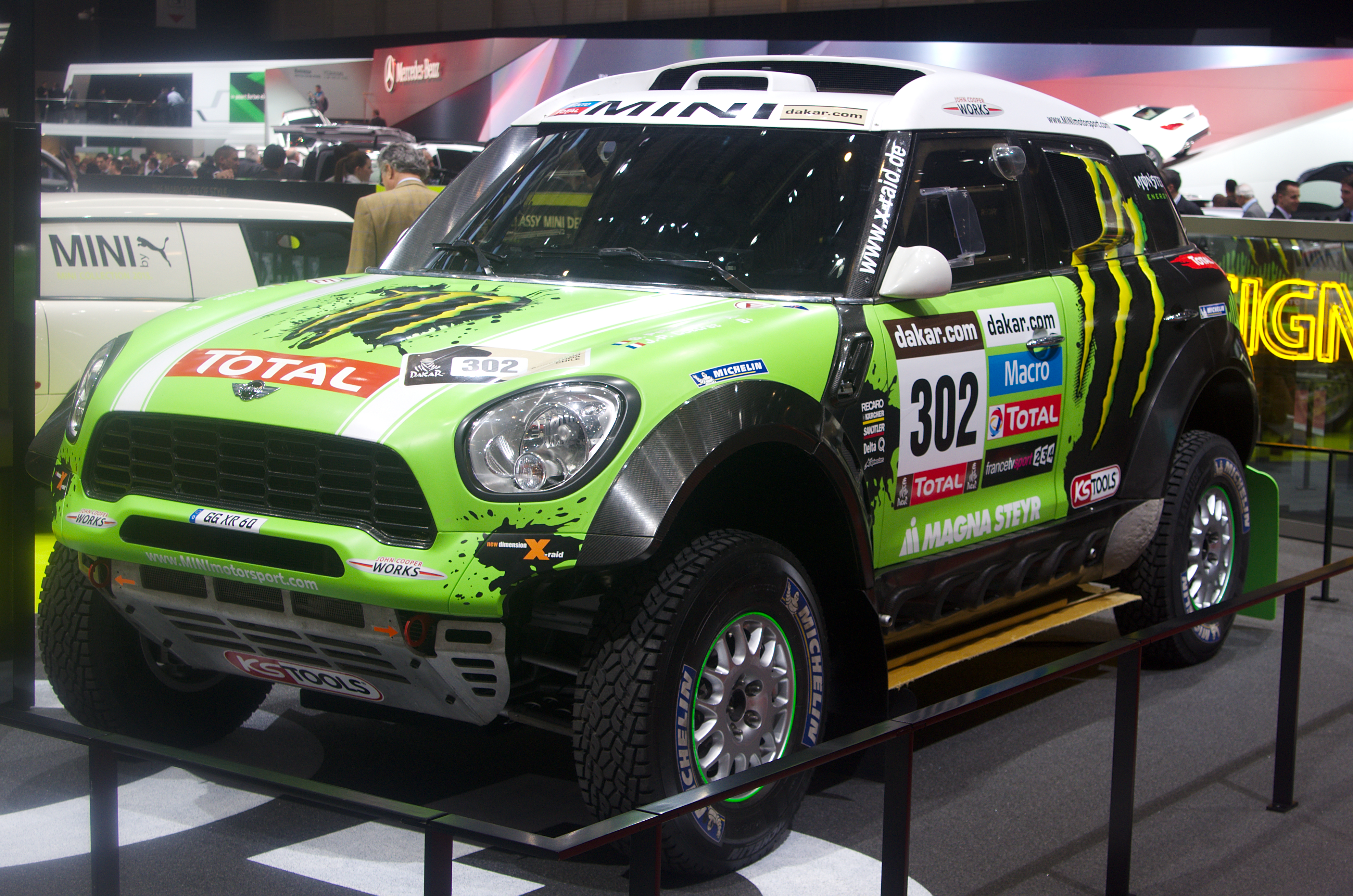
MINI All4 Racing（2011年 - 2016年）

### 部分架装
- メルセデス・ベンツ・SLKクラス ヴァリオルーフ (vario-roof) の架装 - 1996年以来50万台以上生産[7]。
- オペル・アストラ ツイントップ・コンバーチブルルーフの架装 - 2005年 - 2010年。

部分架装
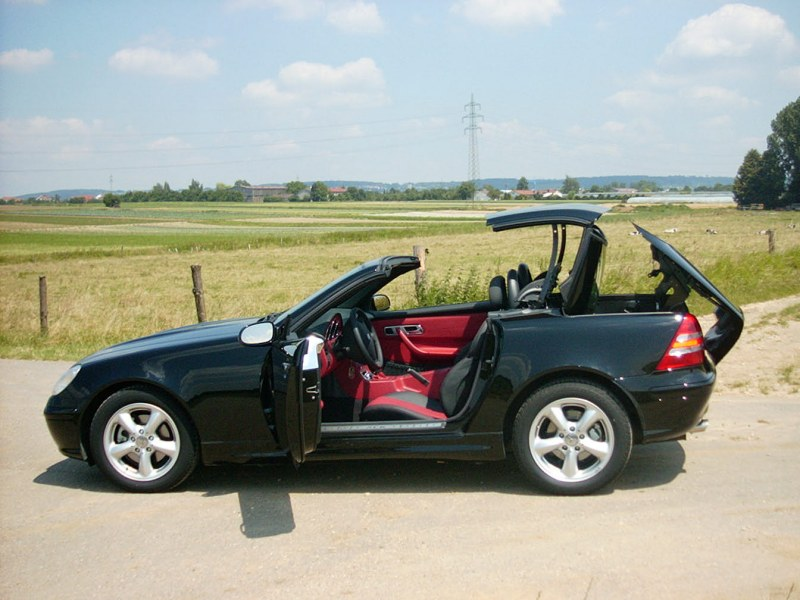
メルセデス・ベンツ・SLK (R170)
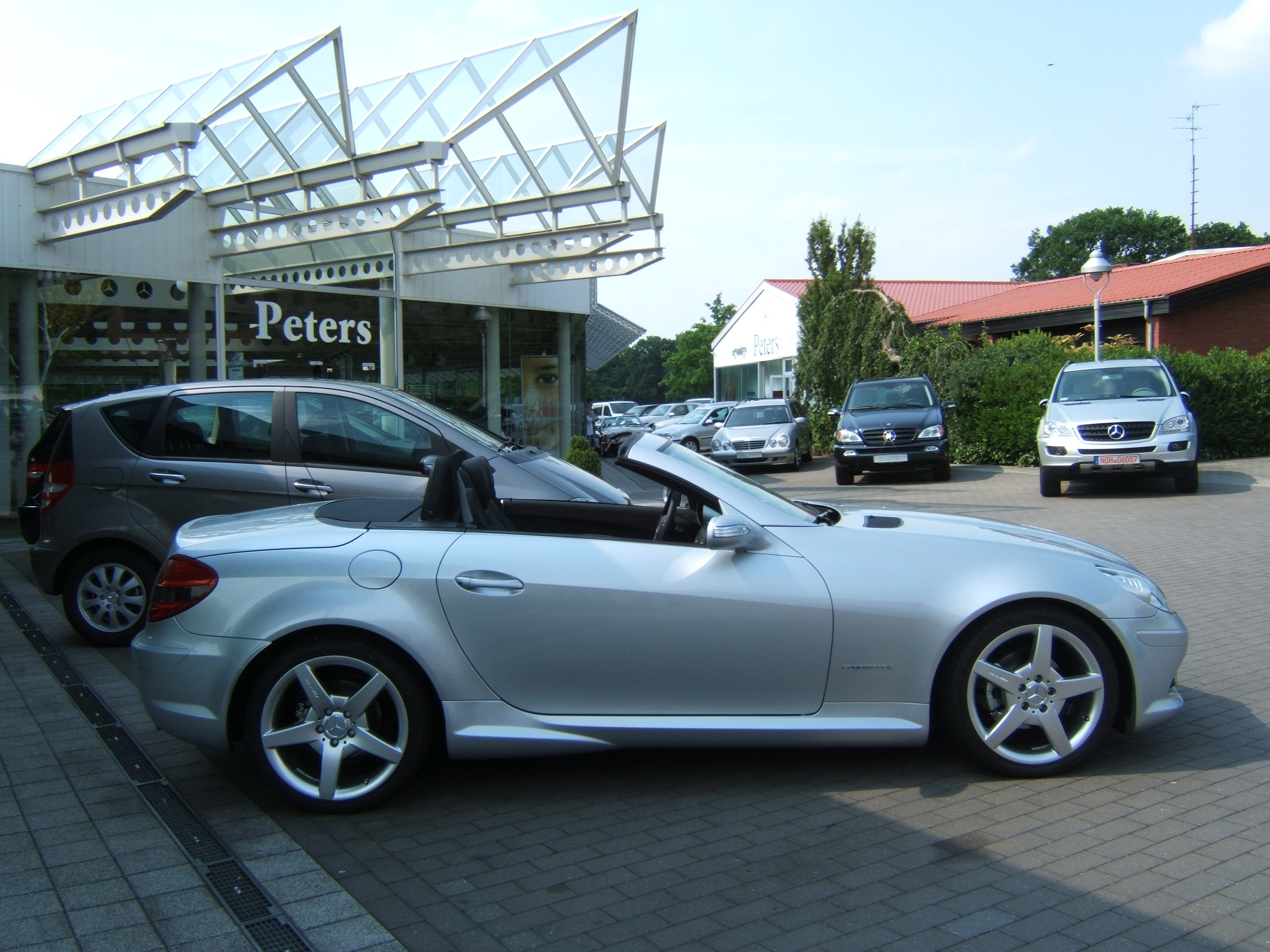
メルセデス・ベンツ・SLK (R171)
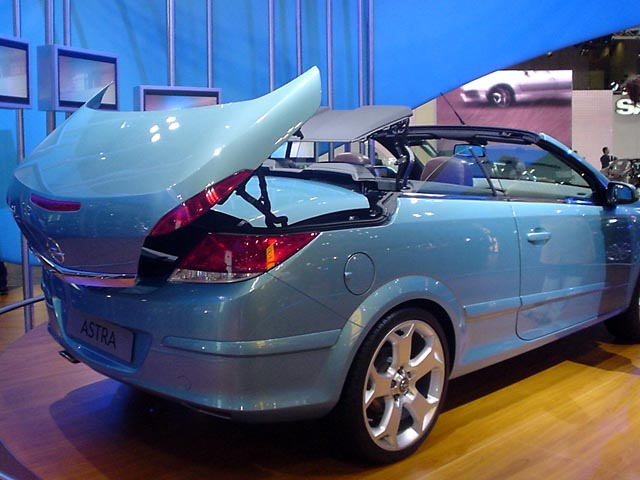
オペル・アストラ ツイントップ

### 破棄された契約
2008年6月にポルシェは、ボクスターとケイマンの生産を2012年からマグナ・シュタイアへ移すと発表したがこの契約は2009年12月に破棄され、ポルシェの親会社であるフォルクスワーゲンにより買収されたドイツのコーチビルダーであるカルマンで生産されることになった。

## ミラ

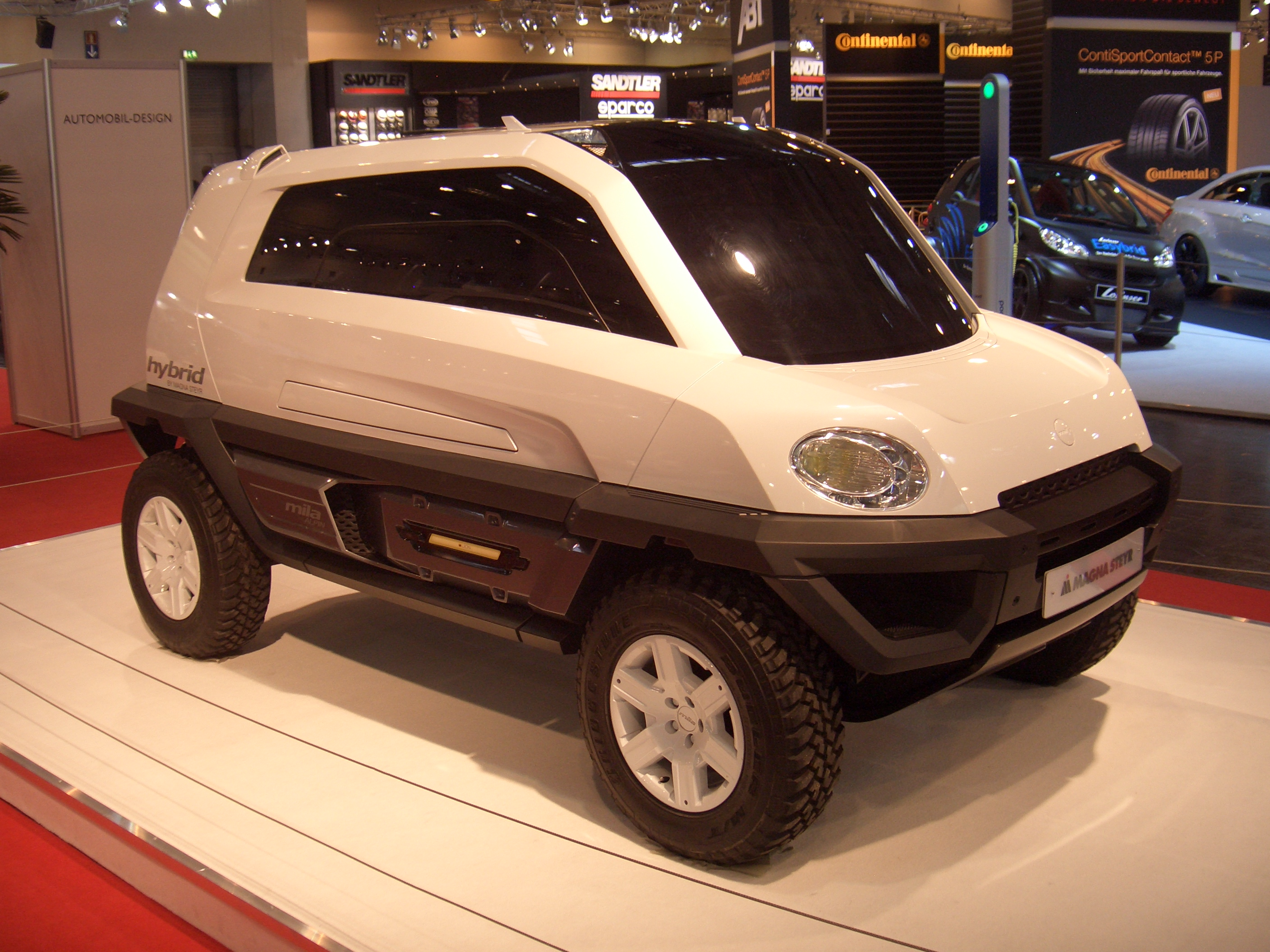
ミラ アルピン コンセプト

マグナ・シュタイアは、自社の技術力と研究能力を分化させた「ミラ」(Mila -  Magna Innovation Lightweight Auto) ブランドを創出した。いくつかのコンセプトカーが様々なモーターショーで披露された。ダイハツ・ミラ (Mira) とは無関係。

### ミラ EV
ミラ EV (Mila EV) は、2008年のジュネーヴ・モーターショーで発表されたモジュール式軽量プラットフォームを使用したプラグイン (plug-in) 電気自動車方式のコンセプトカーである。

### ミラ アルピン
ミラ アルピン (Mila Alpin) は、2008年のジュネーヴ・モーターショーで発表された3+1の座席配置を持つ4人乗り小型、軽量のオフロード車である。この車は通常とは異なるミッドシップ配置の車であり、低価格で生産することをコンセプトとしている。全長3,540 mm、全幅1,703 mm、全高1,750 mmで、1.0 L (999 cc) 3気筒エンジンを搭載している。使用可能な燃料はCNGガスとガソリンの2種類があり、ガソリン燃料版は重量906 kgと非常に軽量である。

### ミラ エアロライト MILA Aerolight
2011年のジュネーヴ・モーターショーで発表

### ミラ クーピック MILA Coupic
2012年のジュネーヴ・モーターショーで発表 

### ミラ プラス MILA Plus
2015年のジュネーヴ・モーターショーで発表